# Wereldkampioenschap wegrace 1981
Het wereldkampioenschap wegrace seizoen 1981 was het 33e in de geschiedenis van het door de FIM georganiseerde wereldkampioenschap wegrace.

## FIM
- De FIM maakte begin 1981 bekend dat de 350cc-klasse in 1983 zou worden afgeschaft en dat de 50cc-klasse in 1984 zou worden vervangen door de 80cc-klasse.
- Tijdens het FIM-najaarscongres in november dreigde rijdersvertegenwoordiger Ángel Nieto met een boycot als de stratencircuits van Imatra en Brno niet uit het programma zouden verdwijnen.

## Merken/Teams
- Giacomo Agostini begon vanaf de Britse Grand Prix coureurs te polsen om voor een nieuw team te gaan rijden. Agostini had al financiële toezeggingen van AGV en Philip Morris (Marlboro).
- Op het oog kwam het team van Armstrong voor het eerst aan de start, maar dit waren Cottons met Rotax-motor. Cotton was in 1980 door Barton Engineering (Armstrong) overgenomen. In de Daytona 200 verschenen deze machines met de letters "CCM" op de tank. CCM was sinds 1978 eigendom van Barton.
- Bultaco bracht in Hockenheim de aftandse en versleten 50cc-racer uit 1978 aan de start. Ricardo Tormo viel er al in de eerste ronde mee uit, maar won daarna alle races waarin hij startte.
- Cagiva ging verder met de ontwikkeling van haar 500cc-racer, waarvoor Virginio Ferrari was aangetrokken. Ferrari startte maar zelden in GP's en haalde de finish maar één keer: 19e in San Marino.
- De Kawasaki KR 500 voldeed niet aan het technische reglement vanwege het grote voorspatbord. Het voorwiel moest van beide kanten met uitzondering van de band duidelijk zichtbaar zijn, een regel die nog dateerde uit de jaren vijftig, toen de druppelstroomlijnen moesten worden verboden. In de races was dan ook een groot deel van het voorspatbord weer opengewerkt.
- Sanvenero zou in zee gaan met Pier Paolo Bianchi, maar na onenigheid kwam Guy Bertin voor het team rijden.
- Het Franse Sonauto-Yamaha-team verving de verongelukte Patrick Pons door Marc Fontan.
- Suzuki maakte van Suzuki-GB haar enige officiële fabrieksteam, met Randy Mamola en Graeme Crosby als rijders. Sommige coureurs die door importeurs gesteund werden kregen ook fabrieksracers, zoals Wil Hartog (Riemersma Suzuki) en Marco Lucchinelli (Gallina-Suzuki).
- Yamaha kreeg in 1981 vier rijders met fabrieksmateriaal: Kenny Roberts, Barry Sheene, Christian Sarron en Boet van Dulmen. Roberts kreeg echter de nieuwe square four Yamaha OW 54, de anderen de Yamaha OW 53 met de specificaties van 1980. Vanaf de Franse GP kreeg ook Sheene een OW 54.
- Net als in het seizoen 1980 ging het weer niet goed met het Belgische team van Serge Zago. Dit keer vertrok coureur Mike Baldwin na de Belgische Grand Prix na meningsverschillen met het team.

## Coureurs

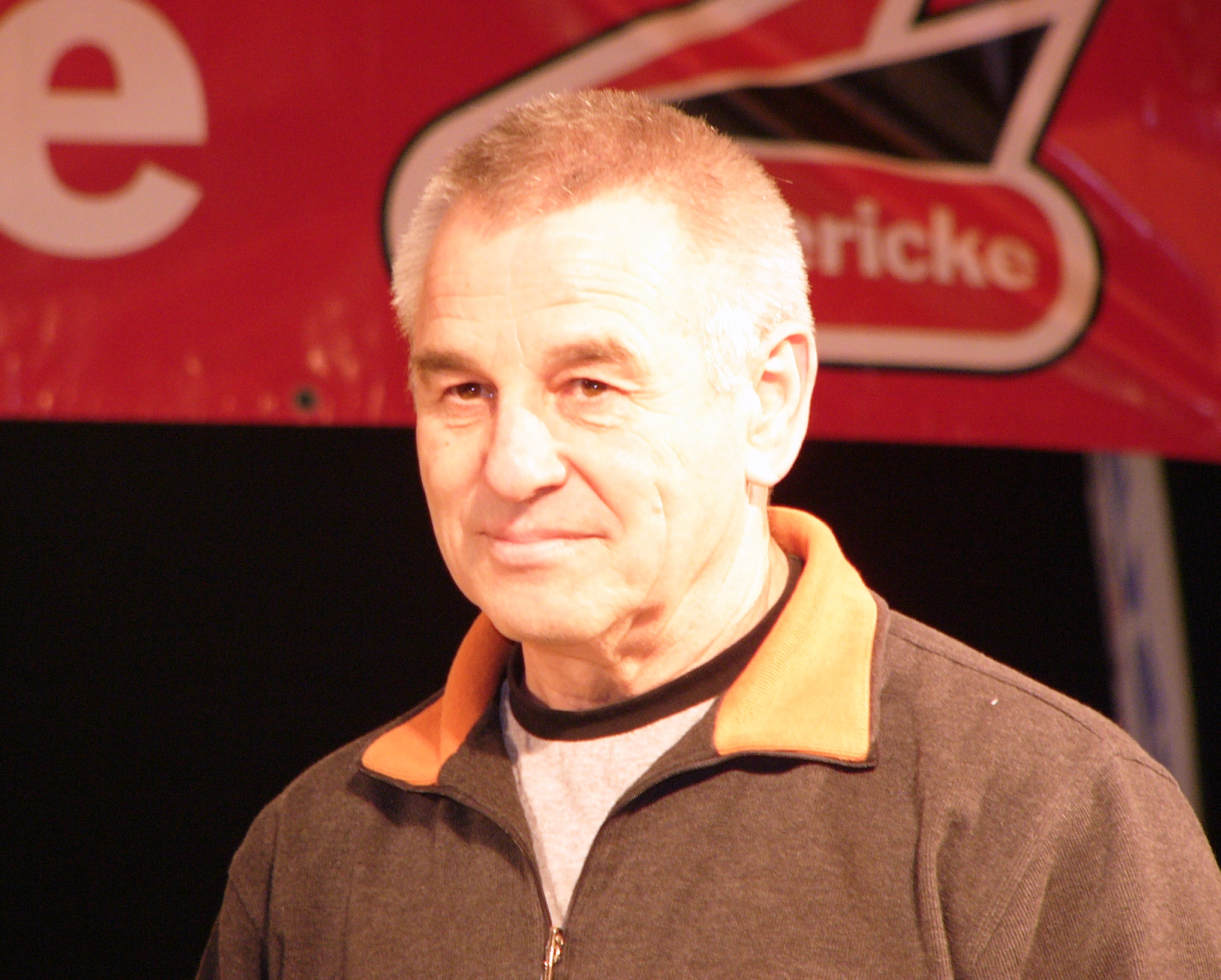
Toni Mang was de meest succesvolle coureur van 1981, met vijftien overwinningen in twee klassen en twee wereldtitels

- Pier Paolo Bianchi zou voor Sanvenero gaan rijden, maar kreeg onenigheid met het team en startte met een MBA.
- Dat Boet van Dulmen een semi-fabrieks-Yamaha OW 53 kreeg was voor velen een verrassing. Hij had voor Yamaha tests uitgevoerd in 1980 en daarbij nogal wat kritiek geleverd. Na het GP-seizoen testte Van Dulmen de 1982-Cagiva, die door de net aangestelde constructeur Jan Thiel verder ontwikkeld zou worden.
- Jon Ekerold brak tijdens de wegraces in Raalte een enkel op zeven plaatsen, waardoor hij zijn kansen op de 350cc-wereldtitel zag verdampen.
- Gregg Hansford raakte in het begin van het jaar geblesseerd tijdens de 200 Mijl van Imola. Hij was bij de TT van Assen weer terug, maar brak tijdens de Belgische Grand Prix een been.
- Henk van Kessel kreeg na afloop van de Belgische Grand Prix een aanbod van Hans Georg Anscheidt, die inmiddels racedirecteur van Van Veen-Kreidler was, om als senior-coureur voor dat merk te gaan rijden, waardoor hij ook kon helpen met de ontwikkeling van de 80cc-racers die vanaf 1984 een eigen klasse zouden krijgen.
- Eugenio Lazzarini had een teleurstellend seizoen met zijn zelfbouw 125cc-Iprem, maar moest bovendien vruchteloos wachten tot zijn 50cc-Garelli eindelijk klaar was.
- Na het stoppen van Wil Hartog hoopte Jack Middelburg dat hij diens fabrieks-Suzuki zou krijgen, maar vanaf de Franse Grand Prix reed Franco Uncini ermee. Op dat moment was het een teleurstelling voor Middelburg, maar aan het einde van het seizoen had Uncini nauwelijks punten gescoord, terwijl Middelburg er 60 had. Toen hij in Joegoslavië zijn hand brak gaf Middelburg aan dat de TT van Assen zijn laatste race zou worden. Hij zou de races in Raalte, Chimay en Tubbergen moeten missen en daardoor in grote financiële moeilijkheden komen. De bladen Motor en Moto 73 en de RAM-Raalte zetten onmiddellijk een steunfonds op en openden een bankrekening waardoor lezers Middelburg konden steunen. Middelburg vond ook een extra sponsor en door dit alles kon hij blijven racen.
- Hans Müller werd met een MBA vierde in de 125cc-klasse, maar was niet tevreden met zijn 250cc-MBA, die hij na de GP van Spanje te koop zette. Zijn sponsor Elit bestelde een Yamaha TZ 250 voor hem.
- Graziano Rossi zou in 1981 met de Morbidelli alleen nog in de 500cc-klasse starten. De machine debuteerde pas in Assen en Rossi zou geen enkel punt scoren. Na de GP van San Marino had Rossi er genoeg van en verbrak zijn contract met Giancarlo Morbidelli. Voor hem werden de oude Suzuki-productieracers van Franco Uncini opgebouwd. Uncini had immers de fabrieksracers van Wil Hartog gekregen. Rossi zette een eigen team op, onder andere met steun van Masport, de sponsor van de verongelukte Sauro Pazzaglia.
- De Amerikaan Richard Schlachter maakte in de 250cc-klasse indruk door zijn spectaculaire inhaalraces, maar die reed hij ook wel noodgedwongen. Hij was niet gewend aan duwstarts en kreeg ze maar niet onder de knie.
- Hans Spaan kon na een val in Zandvoort pas in Joegoslavië weer aan de start komen, maar brak daar een botje in zijn pols. Hij kreeg geen goedkeuring van de artsen voor de TT van Assen omdat er problemen waren met zijn rug.
- Voor Egbert Streuer was 1981 een echt pechseizoen, vooral waar het bakkenisten betrof. In Oostenrijk kon hij niet starten omdat hij zelf nog herstellende was van een maagoperatie. In de Duitsland was hij weliswaar genezen maar kreeg hij geen goedkeuring van de KNMV-arts. In Frankrijk werd hij vierde, maar Bernard Schnieders was toen nog aan het wennen aan het werk als bakkenist. In Assen werd Egbert van de machine geslingerd en Bernard liet zich uit de stuurloze combinatie glijden, waarbij hij een schouderluxatie opliep. Daarom reed Streuer in België met zijn oud-bakkenist Johan van der Kaap. In Silverstone was Schnieders genezen van zijn schouderblessure, maar kreeg hij een griepaanval. Gelukkig was de "gepensioneerde" Kenny Williams als toeschouwer aanwezig en hij viel in. In Finland nam Van der Kaap weer plaats in het zijspan omdat gebleken was dat de schouder van Schnieders alsnog een operatie vereiste. In Zweden bleek het sleutelbeen dat Van der Kaap een jaar eerder gebroken had opnieuw een breuk te vertonen. Nu vond hij een vervanger in de Fin Raimo Leppänen. In Tsjecho-Slowakije startte hij met zijn vijfde bakkenist, Charles Vroegop.

### Overleden
- Michel Rougerie verongelukte op 31 mei tijdens de 350cc-race op het Automotodrom Grobnik in Rijeka.
- Kenny Blake verongelukte op 9 juni tijdens de Senior TT op het eiland Man.
- Sauro Pazzaglia bezweek op 14 juli aan de gevolgen van een val tijdens de training van de GP van San Marino.
- Op donderdag 3 september overleed Alain Béraud aan de gevolgen van een schedelbasisfractuur die hij had opgelopen tijdens de 250cc-GP van Tsjecho-Slowakije.
- Op 18 september overleed Dave Potter aan de gevolgen van een val tijdens het British Superbike Championship op Oulton Park op 31 augustus.

### Gestopt
- Gianfranco Bonera kwam vanaf 1980 niet meer aan de start.
- Zijspancoureur Bruno Holzer maakte al in januari bekend dat hij zijn carrière zou beëindigen. Hij was een groot voorstander van de technisch doorontwikkelde zijspancombinaties zoals die in 1979 in de B2B-klasse hadden gereden, maar die waren sinds 1980 verboden. Ook zijn bakkenist Karl Meierhans stopte.
- Johan van der Kaap, de bakkenist van Egbert Streuer, stopte in het voorjaar van 1981 en werd opgevolgd door Bernard Schnieders. Door een blessure van Schnieders viel Van der Kaap wel nog een paar keer in.
- Wil Hartog besloot meteen na de Duitse Grand Prix zijn carrière te beëindigen omdat hij met de nieuwe fabrieks-Suzuki geen kans maakte op de wereldtitel.
- Klaas Hernamdt verklaarde na de TT van Assen dat hij niet langer in het wereldkampioenschap zou rijden, vanwege de teleurstellende resultaten.
- Willem Zoet raakte ernstig geblesseerd tijdens de GP van San Marino en besloot eind 1981 zijn plannen om in 1982 weer aan de start te komen te laten varen.

## Races
Argentinië, Buenos Aires
Jon Ekerold probeerde zijn collega's over te halen de Argentijnse Grand Prix te boycotten, vanwege de hoge reiskosten. Een aantal coureurs vreesde ook dezelfde taferelen die zich tijdens de GP van Venezuela hadden voorgedaan: hoge temperaturen, geen hotelkamers, corruptie, bureaucratie en allerlei belastingen. Toni Mang de grootste concurrent van Ekerold, moest vanwege zijn contract met Kawasaki wel naar Argentinië reizen en daardoor kon Ekerold het zich ook niet veroorloven weg te blijven. Toch stelde Ekerold het FIM-bestuur in maart op de hoogte van het feit dal alle toprijders uit de 250- en de 350cc-klassen zouden wegblijven. Uiteindelijk gingen alle toprijders naar Buenos Aires, waar de organisatie uitstekend bleek te zijn. Bovendien kwamen er 40.000 toeschouwers. Argentinië moest wel dispensatie van de FIM krijgen omdat men niet voldeed aan het minimumaantal van vier startende klassen.
Oostenrijk, Salzburgring
Dat de Grand Prix van Oostenrijk in april verreden werd was voor veel mensen onbegrijpelijk. In 1979 kon ze ternauwernood doorgaan omdat er op zaterdag voor de race sneeuw viel, in 1980 werd ze helemaal afgeslast en konden de teams niet eens vertrekken omdat ze in het rennerskwartier ingesneeuwd waren. In 1981 was het weer echter uitstekend. Voor de 500cc-klasse en de zijspannen was de Oostenrijkse Grand Prix de openingsrace van het seizoen. Veel aandacht ging uit naar de nieuwe Yamaha OW 54 van Kenny Roberts, die tijdens de trainingsdagen zorgvuldig verborgen werd gehouden. Ook was men benieuwd of het Honda NR 500-project eindelijk vruchten zou gaan afwerpen. Roberts vernielde zijn OW 54 bij een val in de trainingen en Takazumi Katayama wist met zijn NR 500 niet verder te komen dan de 19e trainingstijd en een 16e plaats in de race. De nieuwe LCR-zijspancombinaties kwamen nog niet goed uit de verf. Rolf Biland/Kurt Waltisperg wisten weliswaar tweede te worden, maar de overige LCR's moesten een Windle, twee Seymaz-combinaties en zelfs de zelfbouwcombinatie van Trevor Ireson voor zich dulden.
Duitsland, Hockenheim
Tot vreugde van de coureurs was de GP van Duitsland in 1980 voor het laatst op de Nordschleife gereden. De Hockenheimring vond men veel veiliger. Onder een aantal Nederlandse coureurs heerste er nogal wat verwarring over de startplaatsen en de toestemming om te rijden. Klaas Hernamdt had een startbevestiging voor de 250- en de 350cc-races van de KNMV en van de organisatie, maar moest zijn plaats op last van de KNMV afstaan aan Rinus van Kasteren. Uiteindelijk kon Hernamdt toch starten. Ton Spek had op basis van de Nederlandse gradinglist recht op een start in de 125cc-race omdat de plaats van Peter Looijesteijn was vrijgekomen, maar kreeg van de organisatie te horen dat er al veel te veel Nederlanders in die klasse startten. Het hardst getroffen werd Egbert Streuer, die in Zwitserland was geopereerd aan een maagperforatie en daardoor al de GP van Oostenrijk had moeten missen. Hij had toestemming van zijn chirurg in Zwitserland en van de circuitarts, maar niet van de KNMV-arts die hem helemaal niet had onderzocht maar telefonisch contact had gehad met de behandelend arts in Assen. Na deze GP beëindigde Wil Hartog abrupt en onverwacht zijn carrière. Toni Mang werd de held van de dag. Voor 100.000 toeschouwers won hij twee klassen.
Nations GP, Monza
De Grand Prix des Nations werd voor het eerst sinds het enorme ongeluk van 1973 weer op Monza verreden. Sinds die tijd was het circuit veranderd, maar niet per se verbeterd. De twee nieuwe chicanes waren te smal, de vangrails stonden te dicht op de baan en tijdens de trainingen liepen er loslopende honden op de baan. Bovendien was het een lappendeken van verschillende soorten asfalt. De 250cc-race werd ontsierd door de diskwalificatie van Ángel Nieto, Eric Saul en Patrick Fernandez, die pas weken later werd gecorrigeerd. Een opvallende debutant was Eddie Lawson, die zich in de 250cc-klasse als derde wist te kwalificeren.
Frankrijk, Le Castellet
Zoals wel vaker gebeurd was, liet organisator François Chevallier weer een enorm aantal coureurs inschrijven. Bij de 250cc-klasse waren dat er niet minder dan 96, waarvan er 84 daadwerkelijk aan de trainingen deelnamen. De groep werd weliswaar in tweeën gedeeld, maar dan nog waren er 42 rijders tegelijk in de baan, waardoor ook de toprijders moeite hadden zich te kwalificeren. Vooral de 500cc-race was spannend, temeer omdat naast Kenny Roberts en Randy Mamola nu een derde kandidaat voor de wereldtitel boven kwam drijven: Marco Lucchinelli. De zijspanklasse reed haar derde race en kreeg ook haar derde winnaar, maar in de 125- en de 250cc-klassen begon de spanning weg te vloeien omdat Ángel Nieto en Toni Mang oppermachtig waren. Net als in Italië waren de entreeprijzen in Frankrijk erg hoog, en mede daardoor waren er slechts 50.000 toeschouwers.
Spanje, Jarama
De Spaanse organisatie had bezuinigd op de startgelden door de dure 500cc-coureurs niet uit te nodigen. Nu werd het programma afgesloten door de zijspanklasse, die voor het eerst in Jarama aan de start kwam. Het publiek nam daar geen genoegen mee en er waren zelfs spandoeken die het aftreden van de voorzitter van de RFME eisten. De zijspanklasse was ook niet vol bezet: slechts negen combinaties werden geklasseerd. Toch was er voor het Spaanse publiek ook goed nieuws: Ángel Nieto en Ricardo Tormo wonnen allebei hun races.
Joegoslavië, Rijeka
De trainingen in Rijeka verliepen voor een paar coureurs niet goed: Jack Middelburg viel door een vastloper toen hij heel rustig een nieuw motorblok aan het inrijden was en brak enkele botjes in zijn hand. Hij dacht op dat moment aan het beëindigen van zijn carrière, omdat hij de inkomsten van een aantal internationale races hard nodig had om te blijven rijden. Christian Sarron blesseerde een vinger en Takazumi Katayama kwam helemaal niet naar Joegoslavië omdat Honda zijn machines terug naar Japan had gehaald. Kork Ballington blesseerde een voet waardoor hij geen duwstart kon maken en moest de race laten schieten. De organisatie was nog steeds niet op orde: Walter Migliorati bleef na een val roerloos liggen en moest acht minuten op een ambulance wachten. Tijdens de 500cc-race debuteerde eindelijk de 500cc-Morbidelli. Graziano Rossi reed in de trainingen naar de negende tijd, maar viel in de race uit. De Grand Prix van Joegoslavië kostte het leven aan de Franse coureur Michel Rougerie.
Dutch TT, Assen
De TT van Assen vormde een keerpunt in het seizoen 1981, want Marco Lucchinelli, Toni Mang en Ricardo Tormo konden een voorschot nemen op hun wereldtitel, die hen allemaal praktisch in de schoot geworpen werd. Lucchinelli omdat zijn concurrenten Kenny Roberts, Graeme Crosby en Randy Mamola geen punten scoorden, Mang omdat Jon Ekerold helemaal niet kon deelnemen en Tormo omdat Stefan Dörflinger in zijn laatste ronde viel. Het werd vooral een debacle voor het 500cc-team van Yamaha, want ook Barry Sheene kwam bij de start niet van zijn plaats. De wisselende weersomstandigheden - en daarmee de juiste bandenkeuze - speelden de hoofdrol in de 51e TT. Tegen de verwachting in verscheen Takazumi Katayama toch weer met de Honda NR 500, maar opnieuw zonder succes.
België, Spa-Francorchamps
De Belgische Grand Prix keerde in 1981 terug naar Spa-Francorchamps, nadat ze in het seizoen 1980 in Zolder was verreden. Dat was gebeurd na een boycot van alle topcoureurs in het seizoen 1979, toen het nieuwe asfalt veel te glad bleek te zijn.
San Marino, Imola
De Grand Prix van San Marino werd bij zeer hoge temperaturen gereden, afgezien van de hevige regenbui die de 500cc-race vroegtijdig beëindigde. Dat was vooral onplezierig voor de zieken, zoals Boet van Dulmen, die zijn koorts probeerde te onderdrukken door uren in het kinderbadje van zijn dochter Annemiek door te brengen, en de familie Roberts, waar eerst vriendin Pam en zoontje Kenny junior en later ook Kenny Roberts senior ziek werden. Kenny kon uiteindelijk niet eens van start gaan. De wereldtitel in de 50cc-klasse werd in Imola beslist. Nadat Toni Mang in de 350cc-klasse zijn grootste concurrent Jon Ekerold was kwijtgeraakt toen die in Raalte een enkel brak, kwam de 250cc-titel dichterbij omdat Carlos Lavado in Imola tijdens de training zijn onderbeen brak. De training kostte het leven aan Sauro Pazzaglia.
Groot-Brittannië, Silverstone
In Silverstone werden twee wereldtitels beslist: Ángel Nieto werd kampioen 125 cc (zijn tiende wereldtitel) en Toni Mang werd wereldkampioen 350 cc. Beiden hoefden daar eigenlijk niet eens voor te rijden: Nieto werd wereldkampioen toen Loris Reggiani bij een val in de 250cc-race zodanig geblesseerd raakte dat hij in de 125cc-race niet kon starten en Mang werd wereldkampioen omdat de geblesseerde Jon Ekerold zich niet eens kon kwalificeren. Toni Mang kon ook zijn 250cc-titel al bijna vieren. Hij hoefde in de komende drie Grands Prix nog maar één punt te scoren. Jack Middelburg won zijn tweede 500cc-Grand Prix.
Finland, Imatra
De 20e "Imatranajo" was een groot succes voor Kawasaki, maar een grote teleurstelling voor Yamaha. Kawasaki vierde de wereldtitel in de 250cc-klasse voor Toni Mang, maar ook drie podiumplaatsen in die klasse en een podiumplaats voor Kork Ballington in de 500cc-race. In die race ging het hopeloos mis voor Yamaha toen zowel Barry Sheene als Ikujiro Takaï met hun Yamaha OW 54 fabrieksracers uitvielen en Kenny Roberts terugviel naar de 7e plaats, waardoor hij alle kansen op een wereldtitel verloor. Suzuki deed daardoor ook goede zaken: Het was nu zeker dat een Suzuki-coureur (Marco Lucchinelli of Randy Mamola) wereldkampioen 500 cc zou gaan worden.
Zweden, Anderstorp
De coureurs kwamen voor het eerst na vier jaar weer in Anderstorp, nadat de Zweedse Grand Prix drie jaar in Karlskoga was georganiseerd en in 1980 door financiële problemen helemaal was afgelast. Ook dit jaar ontstonden er veel problemen, om te beginnen op donderdag voor de races, toen de teams uit Finland arriveerden en niet naar binnen mochten. Uiteindelijk kreeg elk team slechts vier toegangskaarten voor het rennerskwartier, terwijl diezelfde kaarten tegen de FIM-regels in wel aan het publiek werden verkocht. Er waren nauwelijks strobalen aangebracht en de palen van de vanghekken waren zo rot dat ze bij aanraking afbraken. De teams moesten betalen voor een aansluiting op het elektriciteitsnet en de planning van de trainingen en races gaf ook problemen, vooral omdat de 500cc-klasse na een race met viertakt- superbikes moest rijden. Die lekten olie op de baan waardoor ook al in de Belgische GP problemen waren ontstaan. Uiteindelijk legde een rijdersdelegatie betaande uit Kenny Roberts, Randy Mamola, Graeme Crosby, Kork Ballington, Marc Fontan, Christian Sarron, Franco Uncini, Jack Middelburg en Boet van Dulmen onder dreiging van een rijdersstaking een aantal eisen op tafel. De laatste wereldtitels, in de 500cc-klasse en de zijspanklasse, werdenin Zweden beslist.
Tsjecho-Slowakije, Masaryk-Ring
De Grand Prix van Tsjecho-Slowakije werd eigenlijk om des keizers baard gereden, omdat alle wereldtitels al beslist waren. Dat gold echter niet voor de 100.000 Oost-Duitse fans, die waren gekomen om de West-Duitse coureur Toni Mang aan te moedigen. In totaal waren er ongeveer 200.000 toeschouwers, maar ze kregen slechts vier klassen aangeboden. Opvallende afwezige was Ricardo Tormo. Die had Ángel Nieto verweten op vakantie te zijn gegaan toen hij zijn 125cc-wereldtitel binnenhad en vond zelfs dat het publiek in Tsjecho-Slowakije er recht op had de wereldkampioenen aan de start te zien. Nu bleek hij zelf ook op vakantie te zijn. Terwijl Mang twee klassen wist te winnen, had Patrick Fernandez juist een pechweekend: zowel in de 250- als de 350cc-race viel hij met zijn Bartol-racers uit.

## Puntentelling
|         | 1e | 2e | 3e | 4e | 5e | 6e | 7e | 8e | 9e | 10e |
| Punten: | 15 | 12 | 10 | 8  | 6  | 5  | 4  | 3  | 2  | 1   |

## Aantal wedstrijden
Vanaf 1977 telden alle resultaten mee.
| Klasse     | Races |
| ---------- | ----- |
| 50 cc      | 8     |
| 125 cc     | 12    |
| 250 cc     | 12    |
| 350 cc     | 8     |
| 500 cc     | 11    |
| zijspannen | 10    |

## 500cc-klasse

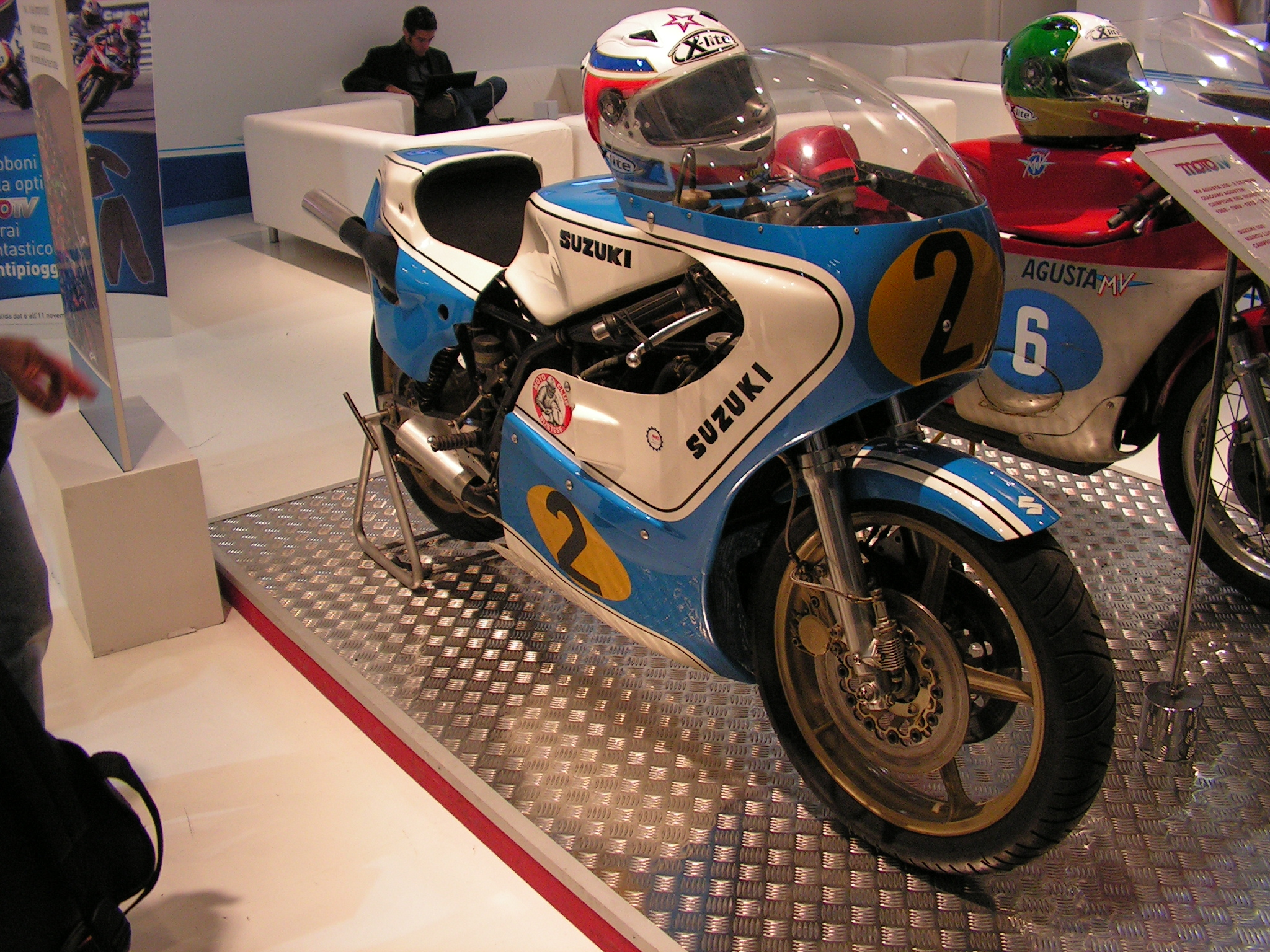
Suzuki RG 6 productieracer uit 1981

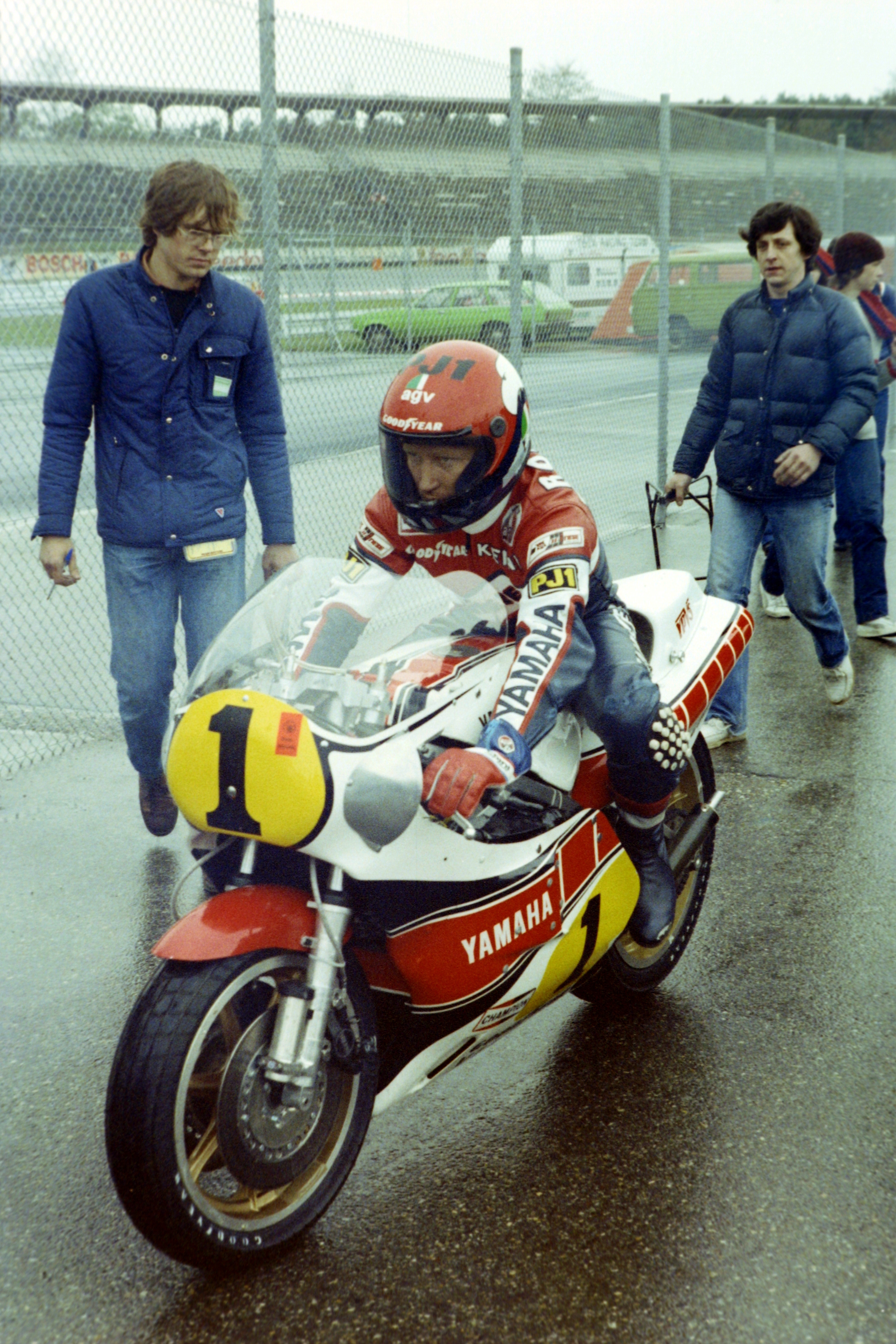
Kenny Roberts, Yamaha OW 54 in Hockenheim

Eigenlijk verwachtte iedereen dat Kenny Roberts voor de vierde keer wereldkampioen zou worden. Hij had een nieuwe motor, de square four Yamaha OW 54, en een teamgenoot in Barry Sheene. Maar Roberts kreeg met de ene tegenslag na de andere te maken en halverwege het seizoen nam Marco Lucchinelli (Suzuki) de leiding in het kampioenschap om die niet meer af te staan. Er zouden ook drie nieuwe 500cc-racers aantreden van Sanvenero, Cagiva en Morbidelli, maar die kwamen zelden of nooit aan de start. Dat betekende dat het seizoen voor Virginio Ferrari (onder contract bij Cagiva) en Graziano Rossi (Morbidelli) verloren ging.
Oostenrijk, Salzburgring
De poleposition in de 500cc-klasse ging verrassend naar Graeme Crosby die zeven duizendste seconde sneller was dan Marco Lucchinelli. Randy Mamola en Kenny Roberts hadden nogal wat tegenslag gehad in de trainingen. Mamola viel hard en blesseerde zijn hand en Roberts blesseerde een elleboog, maar reed bovendien zijn Yamaha OW 54 doormidden. Het blok werd met enige moeite in een OW 53-frame gemonteerd en zo kon hij toch de achtste trainingstijd rijden. Het harde werken aan de Honda NR 500 had geen vruchten afgeworpen: Takazumi Katayama reed de negentiende trainingstijd. Crosby reed twee ronden aan de leiding, maar werd toen gepasseerd door Lucchinelli, terwijl ook Mamola, Barry Sheene, Roberts, Boet van Dulmen, Kork Ballington, Jack Middelburg, Wil Hartog, Christian Sarron en Hiroyuki Kawasaki een tijdje in de kopgroep zaten. Mamola en Lucchinelli maakten zich los, maar Lucchinelli verremde zich en viel, waardoor Mamola eenvoudig kon winnen. Roberts stopte in de twaalfde ronde omdat zijn monoshock, die al twee seizoenen problemen op had geleverd, vast zat. Om de derde plaats werd gevochten door Sheene, Van Dulmen, Sarron en Kawasaki, maar Sarron viel uit, Van Dulmen kreeg problemen met zijn voorband en Kawasaki wist Sheene te verslaan.
Duitsland, Hockenheim
Nadat Graeme Crosby eerst verrassend op poleposition had gestaan in Oostenrijk, lukte hem dit in Duitsland opnieuw, terwijl Boet van Dulmen op de tweede startplaats stond en Kenny Roberts op de derde. Christian Sarron, die het seizoen 1980 voor het grootste deel gemist had door een armbreuk en die in Oostenrijk was uitgevallen, liep bij een val in de trainingen een aantal kneuzingen en een gebroken pink op, waardoor hij niet kon starten. Wil Hartog kwam niet verder dan de 21e startplaats. Takazumi Katayama werd met de Honda NR 500 17e in de training. De race werd geweldig spannend. Bij de start waren Crosby, Ballington en Roberts al snelsten weg, maar Jack Middelburg kon ze goed volgen. Kork Ballington ging bij een bocht rechtdoor en staakte even later de strijd omdat hij kansloos was. Ook Jack Middelburg kon zich in de kopgroep handhaven, maar werd uiteindelijk door een aantal coureurs ingehaald en werd achtste. Van Dulmen sloot juist bij de kopgroep aan maar kreeg ook moeite met het tempo en liet Crosby, Roberts en de inmiddels aangesloten Marco Lucchinelli en Randy Mamola gaan. Hij zou toch nog vierde worden doordat Crosby door een haperende versnellingsbak terugviel. Hartog werd veertiende en besloot later op de dag dat hij zijn racecarrière onmiddellijk zou beëindigen.
Nations GP, Monza
Na de opwarmronde van de 500cc-klasse gingen Kenny Roberts en Philippe Coulon eerst hun banden wisselen, terwijl Marco Lucchinelli de pit in ging om een bougie te laten vervangen. Dat mocht allemaal van de wedstrijdleider, die andere (niet-Italiaanse) rijders zou laten diskwalificeren omdat ze te laat aan de start van de 250cc-race kwamen. Randy Mamola, de grootste concurrent van Roberts, kreeg al in de opwarmronde een vastloper. Roberts leidde race van start tot finish. Om de tweede plaats werd hard gevochten door Graeme Crosby en Barry Sheene, terwijl Boet van Dulmen zich op de vierde plaats nestelde. Hij besefte dat hij zich niet met de strijd om de derde plaats kon bemoeien, maar werd ook niet bedreigd door Lucchinelli, wiens motor ondanks de bougiewissel nog steeds niet goed liep. Crosby legde beslag op de tweede plaats en Sheene werd derde.
Frankrijk, Le Castellet
Yamaha stuurde twee extra OW 54's naar Europa om haar team te versterken. Kenny Roberts kreeg een reservemachine en het tweede exemplaar was voor Barry Sheene. Daags voor de Franse Grand Prix tekende Franco Uncini een fabriekscontract met Suzuki en zo kreeg hij de RG 500 van de gestopte Wil Hartog. Voor Jack Middelburg was dat in eerste instantie een teleurstelling, want ook hij had gehoopt op die motorfiets. Tijdens de training reed Jack echter exact dezelfde tijd als Uncini. Marco Lucchinelli reed de snelste trainingstijd. Sheene leidde na de eerste ronde, maar daarna nam Roberts de kop over en samen gingen ze ervandoor. Aanvankelijk lag Randy Mamola op de derde plaats, maar Lucchinelli passeerde eerst hem, in de vijfde ronde ook Sheene en daarna Roberts. Die twee wisselden elkaar regelmatig af op de tweede plaats, maar werden ingehaald door de Suzuki's van het Britse Heron-team, Randy Mamola en Graeme Crosby. Roberts viel door een verkeerd gekozen bandencompound zelfs terug naar de vijfde plaats.
Joegoslavië, Rijeka
De 500cc-race in Rijeka begon erg spannend. Heel even reed Graeme Crosby aan de leiding, maar hij werd gepasseerd door Randy Mamola en Marco Lucchinelli. Crosby probeerde nog even de Yamaha's van Kenny Roberts en Barry Sheene af te stoppen, maar hield dat niet lang vol. Roberts reed naar de Suzuki's aan de kop toe en wist zelfs even de eerste plaats over te nemen, maar hij kon niet wegkomen van Mamola en Lucchinelli, die uiteindelijk de kop weer overnamen. Roberts had problemen met de wegligging van zijn Yamaha OW 54 B, die zo zwaar stuurde dat hij er moe van werd en koos voor de derde plaats, zoals ook Crosby en Sheene zich neerlegden bij de vierde en vijfde plaats. Mamola won de race omdat hij in de vijfde en zesde versnelling iets meer over had op de machine van Luccinelli.
Dutch TT, Assen
De start van de 500cc-race werd tien minuten uitgesteld omdat het was gaan regenen en de wedstrijdleiding de coureurs de tijd gaf om regenbanden te monteren. Dat deed lang niet iedereen: de meesten kozen voor intermediates, maar voorin stonden Boet van Dulmen, Kenny Roberts en Randy Mamola op regenbanden. Het haastige monteren had Roberts echter parten gespeeld. In de opwarmronde merkte hij al dat er iets niet in orde was en vlak voor de start schoof hij zijn machine met een geblokkeerd voorwiel het gras in. Er was een remblok verkeerd gemonteerd en de race was voor Roberts voorbij. Van Dulmen zag het gebeuren en probeerde een uitgestelde start te forceren door zijn eigen motorfiets dwars te zetten. Dat leverde een gevaarlijke situatie op, want de start ging gewoon door en Van Dulmen kwam meteen in het middenveld terecht. Na de start bleek er nog een fabrieks-Yamaha OW 54 stil te staan: Barry Sheene slaagde er niet in zijn machine aan de praat te krijgen en daarmee was het hele Yamaha-fabrieksteam uitgeschakeld. Crosby nam aanvankelijk de leiding, maar werd aangevallen door Mamola, die daarbij in het gras terechtkwam en viel. Crosby werd nu gevolgd door Kork Ballington en Boet van Dulmen, die zijn regenbanden ten volle benutte en uiteindelijk zelfs de leiding overnam. Marco Lucchinelli passeerde Crosby ook maar verloor terrein op Van Dulmen, die een flinke voorsprong opbouwde. De baan droogde echter op, waardoor Lucchinelli met zijn intermediate-banden in het voordeel was. Halverwege de race wist hij Van Dulmen te passeren, waarna hij een flinke voorsprong opbouwde. Van Dulmen werd echter niet meer bedreigd door Ballington, die derde werd en de eerste podiumplaats voor de Kawasaki KR 500 scoorde.
België, Spa-Francorchamps
Na de afgang in de TT van Assen, waar Barry Sheene en Kenny Roberts al bij de start bleven stilstaan, moest Yamaha in België wel een goed resultaat boeken. Sheene vertrok dit keer als snelste, maar werd al in de eerste ronde ingehaald door Roberts. In de tweede ronde kwam er een korte maar heftige regenbui, terwijl iedereen op slicks reed. Dat was koren op de molen van Boet van Dulmen en Jack Middelburg. Van Dulmen nam zelfs een ronde lang de leiding in de race, maar de bui stopte binnen enkele minuten en de baan droogde snel weer op. Roberts nam de leiding weer over, terwijl Sheene kampte met een onwillige koppeling. Intussen was Marco Lucchinelli bezig met een inhaalrace en halverwege de wedstrijd lag hij al op de tweede plaats. Van Dulmen en Middelburg zakten weer wat terug en Sheene kwam in gevecht met Randy Mamola. Lucchinelli sloot aan bij Roberts en passeerde hem bij La Source, toen Michel Frutschi op een ronde gereden moest worden. Roberts wilde dat buitenom doen, terwijl Frutschi juist naar buiten stuurde om ruimte te maken. Binnendoor kon Roberts ook niet, want daar reed Lucchinelli, die de laatste kilometer op kop bleef. Gregg Hansford, die pas in Assen zijn rentree gemaakt had na een val in de Imola 200, kwam opnieuw in het ziekenhuis terecht. Toen zijn remmen weigerden reed hij tussen het publiek door tegen een auto van een baancommissaris en brak een been. Het was voor de gendarmerie wel het teken om het publiek, dat op de meest gevaarlijke plaatsen zat, achter de vangrail te sturen.
San Marino, Imola
Met donkere wolken boven het circuit liet Roberto Gallina een intermediate voorband op de Suzuki van Marco Lucchinelli leggen, maar na de opwarmronde werd die weer vervangen door een slick, zoals alle andere rijders ook hadden. Kenny Roberts lag intussen met darmklachten in zijn motorhome, net als de rest van de familie Roberts. Graeme Crosby was als snelste weg, achtervolgd door Lucchinelli en Jack Middelburg. Diens motor kreeg al in de eerste ronde een vastloper, waardoor hij niet uitviel, maar wel veel vermogen miste omdat de machine regelmatig op drie cilinders ging lopen. Bovendien moest hij de motor opnieuw aanduwen waardoor hij op de laatste plaats terechtkwam. Barry Sheene nam in de tweede ronde de leiding voor Randy Mamola, Graeme Crosby en Marco Lucchinelli. Lucchinelli passeerde Sheene en begon een flinke voorsprong op te bouwen. Sheene hield de tweede plaats vast maar Crosby ging Mamola weer voorbij. Mamola's achterband was niet goed gemonteerd waardoor het achtwiel zo hard trilde dat de ketting soms over het tandwiel schoot. In de 19e ronde barstte een forse regenbui los en drie ronden later besloot de wedstrijdleiding de race af te breken. In de zesde ronde viel Willem Zoet, maar ook Gianni Rolando, die hem niet meer kon ontwijken. Beiden werden naar het ziekenhuis gebracht: Rolando met een gebroken voet en Zoet met een aantal botbreuken.
Groot-Brittannië, Silverstone
De snelste trainingstijd van Graeme Crosby in Silverstone was 1'30"04, maar het was al duidelijk dat die in de race niet lang volgehouden kon worden. De Michelin-banden van Jack Middelburg waren na vijf trainingsronden al versleten. Na de start vormden zich twee kopgroepjes met Graeme Crosby, Kenny Roberts, Barry Sheene, Marco Lucchinelli en iets daarachter Randy Mamola, Kork Ballington en Jack Middelburg. Dat kleine gaatje speelde de tweede groep in de kaart toen Crosby in de derde ronde onderuit schoof. Roberts schoot de vallende machine voorbij, maar Sheene remde zichzelf onderuit en Lucchinelli werd door twee vallende coureurs en motorfietsen gedwongen in de strobalen en vanghekken te rijden. De achtervolgers konden de situatie omzeilen en sloten aan bij Roberts. Lucchinelli wist na enige tijd zijn machine uit de ravage te bevrijden en zette zijn race op de laatste plaats voort. Een groot aantal ronden lang vochten Roberts en Mamola om de leiding, waarbij ze elkaar soms meerdere malen in een ronde passeerden. Ballington volgde dit gevecht aanvankelijk op enkele meters, Middelburg op enkele tientallen meters, maar groot werd de afstand nooit. De rondetijden bleven rond de 1 minuut 33, drie seconden langzamer dan in de training. Voor Mamola stond er veel op het spel: door een overwinning zou hij Lucchinelli tot op één punt in het kampioenschap kunnen naderen. Af en toe kon Kork Ballington zich met het gevecht bemoeien en dan daalde het tempo zo ver dat Middelburg weer aansluiting vond. In de twaalfde ronde wist Mamola een gaatje te creëren en toen kon hij ook veel betere rondetijden rijden. Toen Roberts dit gat dichtreed waren twee kleine aanvallen genoeg om Ballington en Middelburg opnieuw aan te laten sluiten. In de achttiende ronde reed Ballington zijn Kawasaki de pit in, maar Middelburg kon de koplopers nog steeds goed volgen, temeer omdat de eerste achterblijvers (Lucchinelli als eerste) werden ingehaald. In de 26e ronde lag Middelburg tweede, terwijl Mamola terrein begon te verliezen omdat zijn Suzuki op drie cilinders liep. Bevrijd van zijn concurrent zou Roberts nu ongestoord de laatste twee ronden kunnen rijden, maar dat gebeurde niet. Hij kon niet wegrijden van Jack Middelburg, die bij het ingaan van de 28e (laatste) ronde de leiding nam. In Woodcote corner moest Roberts buitenom en dat lukte niet. Jack Middelburg won zijn tweede WK-race. Mamola had voldoende voorsprong op Bernard Fau om ondanks alles toch derde te worden.
Finland, Imatra
Marco Lucchinelli had als snelste getraind in Imatra en kon tijdens de race gemakkelijk wegrijden van Barry Sheene en Kenny Roberts, die weliswaar teamgenoten waren maar door hun onderlinge gevecht veel tijd verloren. Daardoor konden Kork Ballington, Randy Mamola, Boet van Dulmen en Jack Middelburg aansluiten. Sheene viel uit door problemen met zijn powervalve en Boet van Dulmen kwam de pit binnen met een aan flarden gereden achterband. De andere vier leverden een mooi gevecht om de tweede plaats, hoewel Mamola het moeilijk had omdat zijn motor soms op vier, maar soms ook op drie cilinders liep. Uiteindelijk moest ook Roberts afhaken omdat ook zijn powervalves problemen begonnen te veroorzaken. Ook Ikujiro Takaï viel met zijn Yamaha OW 54 stil, waardoor Yamaha opnieuw een debacle meemaakte, zoals ook al in de TT van Assen was gebeurd.
Zweden, Anderstorp
De 125cc-rijders hadden een droog spoor op het natte circuit gereden, maar echt goed opdrogen deed de baan niet en voor de start van de 500cc-klasse druppelde het weer hier en daar. De bandenkeuze was dan ook lastig en de meesten kozen voor intermediates. De strijd om het wereldkampioenschap was nog open: als Randy Mamola zou winnen moest Marco Lucchinelli ten minste vijfde worden en Mamola nam bij de start de leiding, terwijl Lucchinelli heel slecht wegkwam. Mamola was echter geen liefhebber van regenraces en bovendien lekte er olie uit zijn voorvork, waardoor hij al snel terugviel. Jack Middelburg kwam aan de leiding, op enige afstand gevolgd door Boet van Dulmen, Kork Ballington, Kenny Roberts en Graeme Crosby, maar Barry Sheene sloot na een inhaalrace ook bij deze groep aan. Van Dulmen sloot bij Middelburg aan, maar Sheene wist ze allebei te passeren en won de race, voor Van Dulmen en Middelburg. Mamola was afgezakt naar de dertiende plaats, Roberts had opgegeven omdat hij de verkeerde banden had gekozen en Lucchinelli ging geen enkel gevecht aan en werd negende, maar daarmee was hij wel wereldkampioen.

### Uitslagen 500 cc
|    | Datum       | Race                    | Circuit           | 1e                | 2e                | 3e                | Poleposition      | Snelste ronde                        |
| -- | ----------- | ----------------------- | ----------------- | ----------------- | ----------------- | ----------------- | ----------------- | ------------------------------------ |
| 1  | 26 april    | GP van Oostenrijk       | Salzburgring      | Randy Mamola      | Graeme Crosby     | Hiroyuki Kawasaki | Graeme Crosby     | Randy Mamola                         |
| 2  | 3 mei       | GP van Duitsland        | Hockenheim        | Kenny Roberts     | Randy Mamola      | Marco Lucchinelli | Graeme Crosby     | Kenny Roberts                        |
| 3  | 10 mei      | GP des Nations          | Monza             | Kenny Roberts     | Graeme Crosby     | Barry Sheene      | Marco Lucchinelli | Kenny Roberts                        |
| 4  | 17 mei      | GP van Frankrijk        | Le Castellet      | Marco Lucchinelli | Randy Mamola      | Graeme Crosby     | Marco Lucchinelli | Marco Lucchinelli                    |
| 5  | 31 mei      | GP van Joegoslavië      | Rijeka            | Randy Mamola      | Marco Lucchinelli | Kenny Roberts     | Marco Lucchinelli | Marco Lucchinelli                    |
| 6  | 27 juni     | Dutch TT                | Assen             | Marco Lucchinelli | Boet van Dulmen   | Kork Ballington   | Marco Lucchinelli | Kork Ballington                      |
| 7  | 5 juli      | GP van België           | Spa-Francorchamps | Marco Lucchinelli | Kenny Roberts     | Randy Mamola      | Marco Lucchinelli | Marco Lucchinelli                    |
| 8  | 12 juli     | GP van San Marino       | Imola             | Marco Lucchinelli | Barry Sheene      | Graeme Crosby     | Marco Lucchinelli | Barry Sheene                         |
| 9  | 2 augustus  | GP van Groot-Brittannië | Silverstone       | Jack Middelburg   | Kenny Roberts     | Randy Mamola      | Graeme Crosby     | Randy Mamola en Kork Ballington      |
| 10 | 9 augustus  | GP van Finland          | Imatra            | Marco Lucchinelli | Randy Mamola      | Kork Ballington   | Marco Lucchinelli | Marco Lucchinelli en Jack Middelburg |
| 11 | 16 augustus | GP van Zweden           | Anderstorp        | Barry Sheene      | Boet van Dulmen   | Jack Middelburg   | Barry Sheene      | Barry Sheene                         |

### Eindstand 500 cc
| Pos. | Coureur           | Motorfiets | Ptn. |
| ---- | ----------------- | ---------- | ---- |
| 1    | Marco Lucchinelli | Suzuki     | 105  |
| 2    | Randy Mamola      | Suzuki     | 94   |
| 3    | Kenny Roberts     | Yamaha     | 74   |
| 4    | Barry Sheene      | Yamaha     | 72   |
| 5    | Graeme Crosby     | Suzuki     | 68   |
| 6    | Boet van Dulmen   | Yamaha     | 64   |
| 7    | Jack Middelburg   | Suzuki     | 60   |
| 8    | / Kork Ballington | Kawasaki   | 43   |
| 9    | Marc Fontan       | Yamaha     | 25   |
| 10   | Hiroyuki Kawasaki | Suzuki     | 19   |
| 11   | Bernard Fau       | Suzuki     | 14   |
| 11   | Guido Paci        | Yamaha     | 14   |
| 13   | Franco Uncini     | Suzuki     | 12   |
| 14   | Willem Zoet       | Suzuki     | 10   |
| 15   | Seppo Rossi       | Suzuki     | 9    |

| Pos. | Coureur            | Motorfiets | Ptn. |
| ---- | ------------------ | ---------- | ---- |
| 16   | Giovanni Pelletier | Suzuki     | 8    |
| 17   | Michel Frutschi    | Yamaha     | 6    |
| 18   | Dave Potter (†)    | Yamaha     | 5    |
| 19   | Stuart Avant       | Suzuki     | 4    |
| 20   | Sergio Pellandini  | Suzuki     | 4    |
| 21   | Ikujiro Takaï      | Yamaha     | 3    |
| 22   | Steve Parrish      | Yamaha     | 3    |
| 23   | Wil Hartog         | Suzuki     | 2    |
| 23   | Christian Sarron   | Yamaha     | 2    |
| 23   | Franck Gross       | Suzuki     | 2    |
| 26   | Kimmo Kopra        | Suzuki     | 1    |
| 26   | Sadao Asami        | Yamaha     | 1    |
| 26   | Keith Huewen       | Suzuki     | 1    |
| 26   | Chris Guy          | Suzuki     | 1    |

### Constructeurstitel 500 cc
De constructeurstitel werd aan Suzuki toegekend.

## 350cc-klasse
Aanvankelijk hielden Toni Mang en Jon Ekerold elkaar goed in balans, waardoor het een spannende titelstrijd leek te worden. Ekerold liep echter bij de wegraces in Raalte een gecompliceerde enkelbreuk op, waardoor hij de rest van het seizoen was uitgeschakeld. Vanaf dat moment won Mang alle races.
Argentinië, Buenos Aires
In de 350cc-race in Argentinië joegen Jean-François Baldé en Carlos Lavado twintig ronden achter Jon Ekerold aan, maar toen gaf Ekerold nog een beetje extra gas en won met 8 seconden voorsprong op Baldé. Lavado werd derde. Ekerold maakte zich na de race niet geliefd bij zijn collega's door te roepen dat niemand hem dit jaar zou kunnen verslaan. Bovendien sprak hij nogal minachtend over Toni Mang, die in tegenstelling tot Ekerold in Argentinië wilde rijden maar 7e werd.
Oostenrijk, Salzburgring
In de 350cc-race in Oostenrijk gingen aanvankelijk Toni Mang en Jon Ekerold aan de leiding, maar Patrick Fernandez wist naar hen toe te rijden en bleef bijna de hele race achter hen hangen. In de laatste ronde ging Fernandez ineens op kop en won de race. Ekerold en Mang raakten elkaar in de voorlaatste bocht, wat de sfeer tussen hen beiden niet verbeterde. Mang werd tweede en Ekerold derde. Graeme Geddes leverde opnieuw een opmerkelijke prestatie door met zijn twee jaar oude Bimota-Yamaha vierde te worden.
Duitsland, Hockenheim
In de 350cc-race gingen Toni Mang en Jon Ekerold aan de leiding, op korte afstand gevolgd door Patrick Fernandez. Mang en Ekerold vochten een verbeten strijd uit en raakten elkaar zelfs enkele malen, maar plotseling was eerst Fernandez verdwenen en de volgende ronde was ook Ekerold weg en had Mang een grote voorsprong op Eric Saul, Pekka Nurmi, Keith Huewen en Thierry Espié, die de motor van Michel Rougerie had gekregen. Rougerie moest een week rust houden na zijn val in Oostenrijk. Er was een groot aantal rijders gevallen doordat eerst Fernandez door een vastloper ten val was gekomen en olie uit zijn Yamaha op de baan lag. Fernandez' motor vloog bovendien in brand. Over die olie vielen vervolgens Graeme Geddes, Tony Head en een ronde later ook Jon Ekerold, die op dat moment op kop reed. Carlos Lavado viel uit met een gebroken krukas en Mang kon op zijn gemak naar de finish rijden. Eric Saul werd tweede en Espié werd derde.
Nations GP, Monza
De 350cc-race in Monza werd even uitgesteld door een regenbui, maar na twee opwarmronden startten de meeste rijders toch op slicks. Jean-François Baldé had een slechte start, maar Jon Ekerold en Toni Mang vonden elkaar al snel aan de leiding van de race. Patrick Fernandez reed op de derde plaats en daarachter vocht een grote groep om de vierde plaats. In de smalle chicanes raakten Mang en Ekerold elkaar weer regelmatig. Bij het uitkomen van de Curva Parabolica, de laatste bocht voor de finish, sloot het asfalt niet goed aan waardoor Ekerold's machine uitbrak. Ekerold wist de dwarsstaande machine te corrigeren en behield de leiding. Hij behield ongeveer 30 cm voorsprong op Mang.
Joegoslavië, Rijeka
Al in de eerste bocht van de 350cc-race viel Michel Rougerie. Hij lag op de baan en probeerde naar de berm te rennen, maar daarbij werd hij geschept door zijn teamgenoot Roger Sibille. Rougerie was vrijwel op slag dood. Pekka Nurmi zag het gebeuren en staakte zijn race onmiddellijk. Op dat moment vochten Carlos Lavado en Jon Ekerold om de leiding van de race, terwijl Toni Mang snel dichterbij kwam. Eric Saul viel terwijl hij Mang probeerde te volgen. Mang had geen problemen om de leiding over te nemen en won met een ruime voorsprong, voor Ekerold en Lavado.
Dutch TT, Assen
Vanaf de vijfde startrij wist Mar Schouten toch als eerste weg te komen bij de start van de 350cc-klasse. Hij werd gevolgd door Carlos Lavado en daarna een grote groep rijders die enigszins uiteenviel toen Mick Grant in de Geert Timmer-bocht viel. Zijn brandstoftank klapte op de baan, waardoor de bocht vol benzine lag. Bovendien hadden de achtervolgers de grootste moeite de ravage te omzeilen, waardoor vooral Patrick Fernandez het contact met de kopgroep verloor. Schouten viel al snel enkele plaatsen terug maar zou toch nog als zesde finishen. Intussen nam Toni Mang de leiding voor Lavado en was de strijd om de eerste twee plaatsen beslist. Om de derde plaats vond een gevecht plaats tussen Graeme McGregor, Jean-François Baldé, Jeffrey Sayle en de inmiddels weer aangesloten Fernandez. Sayle viel met pech uit en uiteindelijk werd Baldé derde, een halve seconde voor Fernandez. Richard Schlachter reed voor het eerst in de 350cc-klasse omdat hij de Solo van de geblesseerde Gustav Reiner kon lenen, maar haalde de finish niet.
Groot-Brittannië, Silverstone
Jon Ekerold verscheen op krukken in Silverstone. Hij wilde in elk geval zijn laatste kans om Toni Mang van de wereldtitel af te houden niet laten schieten, maar was al in de kwalificatie kansloos. Zo stond er bij de start al een nieuwe wereldkampioen. Voor Mang was dat geen reden het rustig aan te doen. Nadat Alan North en Didier de Radiguès heel even aan de leiding hadden gereden, ging Mang ervandoor en moest het publiek zich vermaken met de spannende strijd om de tweede plaats tussen North, De Radiguès, Jeffrey Sayle, Keith Huewen, Martin Wimmer, Charlie Williams, Graeme McGregor en Graham Young. De slecht gestarte Jean-François Baldé vond na een inhaalrace aansluiting bij deze groep en begon samen met Huewen, De Radiguès en Wimmer aan de laatste ronde. Huewen wist Baldé in de laatste bocht (Woodcote) binnendoor te verschalken en werd tweede achter Toni Mang.
Tsjecho-Slowakije, Masaryk-Ring
In de 350cc-race was Toni Mang oppermachtig. Na twee ronden had hij al 20 seconden voorsprong op Jean-François Baldé. Mang ging iets rustiger te rijden om voor het publiek wat meer spanning te creëren, maar dat werkte niet. Daarop besloot hij te proberen de wedstrijd met een minuut voorsprong te winnen en dat werkte wel: Hij won met bijna anderhalve minuut voorsprong. Baldé werd tweede en nam daarme ook de tweede plaats in het wereldkampioenschap over van Jon Ekerold, die al lange tijd geblesseerd was. Ekerolds Solo-racers werden in deze laatste race van het seizoen door andere rijders ingezet. Zijn reservemotor werd bestuurd door Gustav Reiner, die er derde mee werd. De andere machine was tien dagen eerder verkocht aan Wolfgang von Muralt die vierde werd. Jacques Cornu reed voor het eerst sinds zijn zware crash tijdens de TT van Assen en werd vijfde.

### Uitslagen 350 cc
|   | Datum       | Race                     | Circuit      | 1e                | 2e                  | 3e                  | Poleposition      | Snelste ronde      |
| - | ----------- | ------------------------ | ------------ | ----------------- | ------------------- | ------------------- | ----------------- | ------------------ |
| 1 | 22 maart    | GP van Argentinië        | Buenos Aires | Jon Ekerold       | Jean-François Baldé | Carlos Lavado       | Jon Ekerold       | Jon Ekerold        |
| 2 | 26 april    | GP van Oostenrijk        | Salzburgring | Patrick Fernandez | Toni Mang           | Jon Ekerold         | Toni Mang         | Patrick Fernandez  |
| 3 | 3 mei       | GP van Duitsland         | Hockenheim   | Toni Mang         | Eric Saul           | Thierry Espié       | Patrick Fernandez | Toni Mang          |
| 4 | 10 mei      | GP des Nations           | Monza        | Jon Ekerold       | Toni Mang           | Massimo Matteoni    | Toni Mang         | Jon Ekerold        |
| 5 | 31 mei      | GP van Joegoslavië       | Rijeka       | Toni Mang         | Jon Ekerold         | Carlos Lavado       | Toni Mang         | Toni Mang          |
| 6 | 27 juni     | Dutch TT                 | Assen        | Toni Mang         | Carlos Lavado       | Jean-François Baldé | Toni Mang         | Toni Mang          |
| 7 | 2 augustus  | GP van Groot-Brittannië  | Silverstone  | Toni Mang         | Keith Huewen        | Jean-François Baldé | Toni Mang         | Didier de Radiguès |
| 8 | 30 augustus | GP van Tsjecho-Slowakije | Masaryk-Ring | Toni Mang         | Jean-François Baldé | Gustav Reiner       | Toni Mang         | Toni Mang          |

### Eindstand 350 cc
| Pos. | Coureur             | Motorfiets           | Ptn. |
| ---- | ------------------- | -------------------- | ---- |
| 1    | Toni Mang           | Kawasaki             | 103  |
| 2    | / Jon Ekerold       | Solo                 | 52   |
| 3    | Jean-François Baldé | Kawasaki             | 49   |
| 4    | Patrick Fernandez   | Bimota-Yamaha/Bartol | 46   |
| 5    | Carlos Lavado       | Yamaha               | 41   |
| 6    | Keith Huewen        | Yamaha               | 29   |
| 7    | Thierry Espié       | Bimota-Yamaha        | 24   |
| 8    | Jacques Cornu       | Yamaha               | 20   |
| 9    | Eric Saul           | Chevallier-Yamaha    | 18   |
| 10   | Graeme McGregor     | Yamaha               | 14   |
| 11   | Graeme Geddes       | Bimota-Yamaha        | 11   |
| 12   | Martin Wimmer       | Yamaha               | 11   |
| 13   | Massimo Matteoni    | Bimota-Yamaha        | 10   |
| 13   | Gustav Reiner       | Bimota-Yamaha        | 10   |
| 15   | Jeffrey Sayle       | Yamaha               | 10   |
| 16   | Mar Schouten        | Yamaha               | 10   |
| 17   | Didier de Radiguès  | Yamaha               | 8    |
| 17   | Wolfgang von Muralt | Solo                 | 8    |

| Pos. | Coureur             | Motorfiets    | Ptn. |
| ---- | ------------------- | ------------- | ---- |
| 19   | Peter Looijesteijn  | Bakker-Yamaha | 8    |
| 20   | Pekka Nurmi         | Yamaha        | 6    |
| 20   | Charlie Williams    | Yamaha        | 6    |
| 22   | Roger Sibille       | Yamaha        | 5    |
| 22   | Alan North          | Yamaha        | 5    |
| 24   | Reino Eskelinen     | Yamaha        | 4    |
| 25   | Tony Rogers         | Yamaha        | 3    |
| 26   | Edi Stöllinger      | Kawasaki      | 3    |
| 26   | René Delaby         | Yamaha        | 3    |
| 28   | Tony Head           | Yamaha        | 2    |
| 28   | Sauro Pazzaglia (†) | Yamaha        | 2    |
| 28   | Donnie Robinson     | Yamaha        | 2    |
| 31   | Paolo Ferretti      | Yamaha        | 2    |
| 32   | Vincenzo Cascino    | Yamaha        | 1    |
| 32   | Michel Rougerie (†) | Yamaha        | 1    |
| 32   | Bengt Elgh          | Yamaha        | 1    |

### Constructeurstitel 350 cc
De constructeurstitel werd aan Kawasaki toegekend.

## 250cc-klasse
In de eerste helft van het seizoen was Toni Mang bijna niet te kloppen, maar halverwege ging Carlos Lavado steeds beter presteren. Dat eindigde toen hij in Imola een onderbeen brak. Vanaf dat moment was er nog maar één concurrent voor Mang en dat was zijn eigen Kawasaki-teamgenoot Jean-François Baldé, die hem echter nooit kon bedreigen. Dat was - volgens Mang - grotendeels te wijten aan Sepp Schlögl, die zijn Kawasaki niet alleen snel, maar ook erg betrouwbaar had gemaakt. Mang viel geen enkele keer uit. Roland Freymond werd een van de smaakmakers in deze klasse. Zijn Ad Maiora was in het begin van het seizoen echter niet betrouwbaar en in de tweede helft gewoon te traag.
Argentinië, Buenos Aires
Van de zenuwen kreeg Graeme Geddes, die de derde trainingstijd had gezet, zijn motor pas als laatste aan de praat, maar halverwege de race nam hij de koppositie over van Jean-François Baldé. Aanvankelijk had Carlos Lavado aan de leiding gereden, maar in de elfde ronde strandde hij achter de pits door gebroken bouten van zijn achtertandwiel. Geddes kreeg last van hangende gasschuiven waardoor hij uiteindelijk Baldé toch moest laten voorgaan. Patrick Fernandez werd derde. Regerend wereldkampioen Toni Mang had tijdens de trainingen de goede afstelling van het rijwielgedeelte van zijn Kawasaki niet gevonden en werd 14e.
Duitsland, Hockenheim
Bij de vorige 250cc-race in Argentinië was Toni Mang veertiende geworden omdat hij de juiste afstelling van zijn Kawasaki KR 250 niet kon vinden. In Duitsland reed hij naar poleposition en na de start bouwde hij na enkele ronden al een flinke voorsprong op, achtervolgd door Patrick Fernandez, Carlos Lavado en Roland Freymond. Fernandez viel, waardoor Lavado tweede werd, voor Freymond. Ángel Nieto had met zijn Siroko-Rotax een slechte start, maar werkte zichzelf naar voren en werd vijfde.
Nations GP, Monza
Na de opwarmronde van de 250cc-klasse bleken Eric Saul, Ángel Nieto, Patrick Fernandez en Hervé Guilleux niet op hun startplaats te staan. Hun motoren stonden achter het gesloten hek van het rennerskwartier, terwijl de vriendin van Saul de baan oprende om de andere rijders attent te maken op het probleem. Niet veel later kwamen Eric Saul, Ángel Nieto en Marco Lucchinelli ook te voet de baan op en Saul ging demonstratief op zijn achtste startplaats zitten. De politie moest hem en nog een aantal mensen verwijderen. Uiteindelijk besloot de wedstrijdleider dat iedereen mocht starten, inclusief de inmiddels opgeroepen reserverijder. Na de start ging Toni Mang aan de leiding, gevolgd door de Ad Maiora's van Maurizio Massimiani en Roland Freymond. Die laatste viel al in de eerste ronde. Massimiani werd gepasseerd door Saul, maar door de opdrogende baan kreeg Toni Mang te maken met een snel slijtende regenband en Saul wist ook hem te passeren en leek zijn eerste Grand Prix te winnen. Ook Massimiani passeerde Mang en dacht tweede te worden, maar om kwart voor elf 's avonds werd hij door de jury tot winnaar uitgeroepen, terwijl Saul, Fernandez en Nieto werden gediskwalificeerd. Voor Nieto maakte dat niet veel verschil, want hij was uitgevallen, maar Fernandez was als vijfde gefinisht. Naar het oordeel van de jury waren de gediskwalificeerde coureurs te laat voor de start en hadden ze de anderen willen aanzetten tot een staking. Het protest van Saul en Fernandez werd echter ontvankelijk verklaard en zij kregen vier weken na het gebeurde hun plaatsen terug.
Frankrijk, Le Castellet
De 250cc-race in Frankrijk kende nauwelijks spanning. Toni Mang won met overmacht, maar ook om de andere posities werd niet veel strijd geleverd. Thierry Espié reed de snelste ronde en wist Mang tot drie seconden te naderen en achter hem reed Carlos Lavado helemaal alleen naar de derde plaats. Daarachter ging het bijna uitsluitend tussen Franse coureurs: Jean-François Baldé, Roger Sibille, Pierre Bolle en Patrick Fernandez. Daar zat aanvankelijk ook Hervé Guilleux tussen, maar toen zijn motor slechter ging lopen viel hij terug naar de negende plaats.
Spanje, Jarama
In de 250cc-race in Spanje werden de hoofdrollen opgeëist door drie slecht gestarte coureurs: Toni Mang, Jean-François Baldé en Richard Schlachter. Carlos Lavado reed acht ronden lang aan de leiding, samen met Roland Freymond, maar daarna werden ze allebei gepasseerd door Mang, die vervolgens overtuigend naar de eerste plaats reed. Baldé sloot pas halverwege de race aan bij Jean-Louis Guignabodet, die intussen achter Lavado en Freymond reed. Freymond viel door een loszittende carburateur terug naar de dertiende plaats, maar Baldé wist Lavado wel van de tweede plaats af te houden. Intussen was Schlachter als allerlaatste weg bij de start, maar hij vocht zich naar voren en wist zelfs nog vierde te worden.
Dutch TT, Assen
Na een goede start reed Roland Freymond in de eerste ronde aan de leiding van de 250cc-race in Assen, gevolgd door Toni Mang, Jean-François Baldé, Jeffrey Sayle en zelfs Thierry Espié met de debuterende Pernod. Die viel echter in de tweede ronde uit. Mang nam aanvankelijk de leiding over, maar werd vergezeld door Carlos Lavado. Tussen deze twee ontstond een op het oog spannend gevecht, maar het had er alle schijn van dat Mang een saaie race als de eerder verreden 350cc-klasse wilde voorkomen. Met handgebaren maakte hij Lavado duidelijk dat hij moest volgen, maar die had daar grote moeite mee. De afstand werd stilaan toch wat groter, maar in de laatste bocht wist Mang Lavado toch weer dicht achter zich te krijgen. Het verschil op de streep bedroeg 0,2 seconde, waarna Mang en Lavado elkaar in de armen vlogen. Om de derde plaats vochten Freymond en Sayle. Baldé voegde zich in de negende ronde bij hen, maar door het gevecht kon ook Patrick Fernandez aansluiten en hij werd uiteindelijk nipt derde.
België, Spa-Francorchamps
Roland Freymond had de snelste start in Spa-Francorchamps, maar werd al in de eerste ronde gepasseerd door Carlos Lavado. Die werd op zijn beurt weer ingehaald door Toni Mang en op dat moment was de meeste spanning al verdwenen. Jean-François Baldé werd derde, maar Jean-Marc Toffolo wist zich vanuit het achterveld naar de vierde plaats te rijden en zijn gevecht met Baldé was wel spannend. Freymond's Ad Maiora draaide te weinig toeren en hij werd uiteindelijk elfde. Thierry Espié wist bijna de eerste punten voor Pernod te scoren, maar werd getorpedeerd door Martin Wimmer, waardoor ze allebei vielen.
San Marino, Imola
Roland Freymond was met zijn Ad Maiora opnieuw als eerste weg, maar Toni Mang haalde hem binnen een paar ronden in. Freymond had op zijn beurt geen enkele moeite om zijn achtervolgers voor te blijven. Aanvankelijk reed Pierluigi Conforti op de derde plaats, maar hij werd ingehaald door Jean-François Baldé. Thierry Espié werd vijfde en haalde daarmee de eerste punten voor Pernod binnen.
Groot-Brittannië, Silverstone
Net als in de eerder verreden 350cc-race was er in de 250cc-race in Silverstone alleen strijd om de tweede plaats, omdat Toni Mang er al meteen na de start alleen vandoor ging. Nu ging het tussen Graeme McGregor, Roland Freymond, Martin Wimmer en Richard Schlachter. Deze strijd bleef spannend tot in de laatste bocht. McGregor en Freymond gingen naast elkaar over de streep en kregen zelfs dezelfde tijd, maar Freymond werd als tweede geklasseerd. Schlachter (vierde) en Wimmer (vijfde) finishten 0,2 seconden later. Thierry Espié kon zijn Pernod niet aan de start brengen nadat hij tijdens de trainingen vier rugwervels had gebroken.
Finland, Imatra
Toni Mang had nog één punt nodig om zijn wereldtitel zeker te stellen. Hij liet Jean-Louis Guignabodet een ronde lang aan de leiding rijden, maar nam daarna de koppositie over en won de race. Guignabodet moest in de vijftiende ronde door een slechte voorband ook de tweede plaats opgeven ten gunste van zijn teamgenoot Jean-François Baldé, maar wist de derde plaats wel vast te houden. De enige die hem nog kon bedreigen, Roland Freymond, was in de achtste ronde uitgevallen doordat hij te maken kreeg met een uitgelopen big-end van zijn Ad Maiora. Paolo Ferretti, Freymond's tijdelijke teamgenoot nu Maurizio Massimiani geblesseerd was, werd achtste.
Zweden, Anderstorp
Roland Freymond en Jean-Marc Toffolo reden twee ronden lang aan de leiding in Zweden, maar Toffolo viel met zijn slecht sturende Armstrong-Rotax uiteindelijk terug naar de elfde plaats. Toni Mang nam de leiding over en daarna was de strijd om de eerste posities tamelijk saai: Mang had een ruime voorsprong op Freymond, die op zijn beurt weer ver voor Jean-Louis Guignabodet en Jean-François Baldé lag. Die werden aangevallen door Paolo Ferretti, die de Ad Maiora van de geblesseerde Maurizio Massimiani reed. Ferretti moest echter afhaken door problemen met zijn versnellingsbak.
Tsjecho-Slowakije, Masaryk-Ring
Omdat Roland Freymond door versnellingsbakproblemen met zijn reservemotor moest starten, had Paolo Ferretti nu de snelste Ad Maiora. Zo snel, dat hij zelfs even Toni Mang passeerde, maar die stelde al snel orde op zaken en won de 250cc-race met een voorsprong van een minuut. Freymond werd wel tweede, voor Jean-Louis Tournadre, terwijl Ferretti uiteindelijk zesde werd. Tijdens de race viel Alain Béraud, maar hij kon meteen opstaan en verder rijden. Twee kilometer verder reed hij op volle snelheid in de vangrail, waarschijnlijk omdat bij zijn eerdere val zijn remmen defect waren geraakt. Hij had een schedelbasisfractuur en overleed op donderdag 3 september.

### Uitslagen 250 cc
|    | Datum       | Race                     | Circuit           | 1e                  | 2e                  | 3e                     | Poleposition        | Snelste ronde      |
| -- | ----------- | ------------------------ | ----------------- | ------------------- | ------------------- | ---------------------- | ------------------- | ------------------ |
| 1  | 22 maart    | GP van Argentinië        | Buenos Aires      | Jean-François Baldé | Graeme Geddes       | Patrick Fernandez      | Carlos Lavado       | Graeme Geddes      |
| 2  | 3 mei       | GP van Duitsland         | Hockenheim        | Toni Mang           | Carlos Lavado       | Roland Freymond        | Toni Mang           | Toni Mang          |
| 3  | 10 mei      | GP des Nations           | Monza             | Eric Saul           | Maurizio Massimiani | Toni Mang              | Toni Mang           | Toni Mang          |
| 4  | 17 mei      | GP van Frankrijk         | Le Castellet      | Toni Mang           | Thierry Espié       | Carlos Lavado          | Toni Mang           | Thierry Espié      |
| 5  | 24 mei      | GP van Spanje            | Jarama            | Toni Mang           | Jean-François Baldé | Carlos Lavado          | Toni Mang           | Toni Mang          |
| 6  | 27 juni     | Dutch TT                 | Assen             | Toni Mang           | Carlos Lavado       | Patrick Fernandez      | Jean-François Baldé | Toni Mang          |
| 7  | 5 juli      | GP van België            | Spa-Francorchamps | Toni Mang           | Carlos Lavado       | Jean-François Baldé    | Toni Mang           | Toni Mang          |
| 8  | 12 juli     | GP van San Marino        | Imola             | Toni Mang           | Roland Freymond     | Jean-François Baldé    | Toni Mang           | Toni Mang          |
| 9  | 2 augustus  | GP van Groot-Brittannië  | Silverstone       | Toni Mang           | Roland Freymond     | Graeme McGregor        | Toni Mang           | Richard Schlachter |
| 10 | 9 augustus  | GP van Finland           | Imatra            | Toni Mang           | Jean-François Baldé | Jean-Louis Guignabodet | Toni Mang           | Toni Mang          |
| 11 | 15 augustus | GP van Zweden            | Anderstorp        | Toni Mang           | Roland Freymond     | Jean-François Baldé    | Toni Mang           | Toni Mang          |
| 12 | 30 augustus | GP van Tsjecho-Slowakije | Masaryk-Ring      | Toni Mang           | Roland Freymond     | Jean-Louis Tournadre   | Toni Mang           | Toni Mang          |

### Eindstand 250 cc
| Pos. | Coureur                | Motorfiets               | Ptn. |
| ---- | ---------------------- | ------------------------ | ---- |
| 1    | Toni Mang              | Kawasaki                 | 160  |
| 2    | Jean-François Baldé    | Kawasaki                 | 95   |
| 3    | Roland Freymond        | Ad Maiora                | 72   |
| 4    | Carlos Lavado          | Yamaha                   | 56   |
| 5    | Patrick Fernandez      | Bimota-Yamaha/Bartol     | 43   |
| 6    | Jean-Louis Guignabodet | Kawasaki                 | 36   |
| 7    | Jean-Louis Tournadre   | Bimota-Yamaha            | 34   |
| 8    | Martin Wimmer          | Yamaha                   | 33   |
| 9    | Didier de Radiguès     | Yamaha                   | 26   |
| 10   | Richard Schlachter     | Yamaha                   | 25   |
| 11   | Thierry Espié          | Chevallier-Yamaha/Pernod | 24   |
| 12   | Maurizio Massimiani    | Ad Maiora                | 22   |
| 13   | Eric Saul              | Chevallier-Yamaha        | 19   |
| 14   | Paolo Ferretti         | Yamaha/Ad Maiora         | 16   |
| 15   | Graeme Geddes          | Yamaha                   | 14   |
| 16   | Jean-Marc Toffolo      | Armstrong-Rotax          | 12   |
| 17   | Christian Estrosi      | Yamaha/Pernod            | 12   |

| Pos. | Coureur            | Motorfiets      | Ptn. |
| ---- | ------------------ | --------------- | ---- |
| 18   | Graeme McGregor    | Yamaha/Kawasaki | 11   |
| 19   | Roger Sibille      | Yamaha          | 11   |
| 20   | Hervé Guilleux     | Siroko-Rotax    | 10   |
| 21   | Pierluigi Conforti | Kawasaki        | 8    |
| 22   | Eduard Stöllinger  | Kawasaki        | 7    |
| 23   | Ángel Nieto        | Siroko-Rotax    | 6    |
| 23   | Pierre Bolle       | Yamaha          | 6    |
| 23   | Jeffrey Sayle      | Armstrong       | 6    |
| 23   | Eero Hyvärinen     | Yamaha          | 6    |
| 27   | Bruno Kneubühler   | Rotax           | 5    |
| 28   | Sito Pons          | Siroko-Rotax    | 4    |
| 29   | Jacques Bolle      | Yamaha          | 4    |
| 30   | Loris Reggiani     | Bimota-Yamaha   | 3    |
| 31   | André Gouin        | Yamaha          | 3    |
| 32   | Steve Tonkin       | Armstrong-Rotax | 1    |
| 32   | Bengt Elgh         | Yamaha          | 1    |
| 32   | Siegfried Minich   | Yamaha/Bartol   | 1    |

### Constructeurstitel 250 cc
De constructeurstitel werd aan Kawasaki toegekend.

## 125cc-klasse
Al in de eerste race werd duidelijk dat het Minarelli-team duidelijke stalorders had. Loris Reggiani moest achter Ángel Nieto blijven en dat zou hij ook het hele seizoen doen. Andere coureurs konden alleen winnen als Minarelli tegenslag had, zoals Guy Bertin in Monza, toen Nieto was gevallen, Loris Reggiani in Joegoslavië (ook na een val van Nieto) en in Imola (geholpen door Nieto) en Ricardo Tormo in Zweden, toen Nieto op het strand van Ibiza lag.
Argentinië, Buenos Aires
Er startten slechts 16 rijders in de 125cc-race in Argentinië en de Minarelli's van Ángel Nieto en Loris Reggiani waren zo oppermachtig dat die twee elkaar bij het passeren van de hoofdtribune een aantal keren een hand gaven. Twee ronden voor het einde begon Nieto's motor door brandstofgebrek te stotteren, waardoor hij regelmatig moest schudden om benzine in zijn carburateurs te krijgen. Er waren kennelijk duidelijke stalorders, want Reggiani bleef steeds achter hem rijden en finishte als tweede. Jacques Bolle reed nu met de Motobécane die in 1979 en 1980 bestuurd was door Guy Bertin en werd derde. Bertin reed nu met de Sanvenero, maar viel uit. Regerend wereldkampioen Pier Paolo Bianchi werd vijfde omdat zijn motortemperatuur te hoog opliep.
Oostenrijk, Salzburgring
Omdat Ángel Nieto de laatste ronde van de GP van Argentinië op één cilinder had moeten rijden, maakten de Minarelli-constructeurs Jan Thiel en Martin Mijwaart zich wat zorgen in Oostenrijk. Dat bleek niet nodig. Hoewel Pier Paolo Bianchi met zijn MBA de snelste start had, stelde Nieto al snel orde op zaken en hij reed meteen weg van de rest. De strijd om de tweede plaats ging tussen Bianchi en Nieto's teamgenoot Loris Reggiani. Pas in de laatste ronde wist Reggiani het pleit in zijn voordeel te beslechten. Guy Bertin blies voor de tweede keer zijn Sanvenero-motor op en zijn opvolger bij Motobécane, Jacques Bolle, lag op de vijfde plaats toen hij zichzelf door een val uitschakelde. Eugenio Lazzarini werd met zijn zelfgebouwde Iprem vierde.
Duitsland, Hockenheim
Nadat Ángel Nieto en Loris Reggiani met hun Minarelli's al twee keer eerste en tweede geworden waren, was het wel duidelijk dat ze oppermachtig waren in de 125cc-klasse. Maar in Duitsland waren ze zo beleefd Gert Bender met zijn eigenbouw motorfiets een ronde aan de leiding te laten rijden. Daarna gaven ze pas echt gas, maar Reggiani viel uit, net als Pier Paolo Bianchi en Eugenio Lazzarini. Nieto bleef met gemak voor Stefan Dörflinger rijden en won de race. Dörflinger werd tweede. Bender werd in de strijd om de derde plaats nog gepasseerd door Hans Müller en de enige spanning die er was zat in de strijd om de vijfde plaats, die werd beslist in het voordeel van Thierry Noblesse.
Nations GP, Monza
Nu de Minarelli's (Ángel Nieto en Loris Reggiani) in de eerste races oppermachtig waren geweest, verwachtte men een herhaling in de natte race in Monza, maar Nieto ging al in de eerste ronde samen met August Auinger in de Lesmo-bocht tegen het asfalt. Nieto kon zijn race wel vervolgen, maar moest een inhaalrace rijden. Hij had wel het voordeel dat ook iedereen die bij de val achter hem reed een grote achterstand opliep doordat er hard geremd moest worden. Voor het eerst bleef de Sanvenero van Guy Bertin heel en kon hij Reggiani met enig gemak achter zich houden. Die had op zijn beurt weer een grote voorsprong op derde man Jacques Bolle. Nieto wist zich naar de vierde plaats op te werken, maar had ruim anderhalve minuut achterstand opgelopen.
Frankrijk, Le Castellet
Regerend wereldkampioen Pier Paolo Bianchi had de snelste start in Frankrijk. Hij werd gevolgd door Ángel Nieto, Guy Bertin, Hans Müller, Loris Reggiani en August Auinger. Na de tweede ronde namen Nieto en Bertin de leiding over en zij begonnen weg te lopen van Bianchi, die weer een voorsprong had op de rest van het veld. Toen Nieto zich voor de eerste chicane verremde nam Bertin de koppositie over. Nieto concentreerde zich intussen meer op zijn teamgenoot Reggiani, die het tempo niet kon volgen. Toen Nieto dat besefte gaf hij meer gas, passeerde Bertin en won de race. Bertin werd niet meer bedreigd en werd tweede, voor Bianchi. Intussen reed Jacques Bolle met zijn Motobécane een geweldige inhaalrace. Hij werkte zich van de twaalfde naar de vierde plaats op, maar viel uit met remproblemen.
Spanje, Jarama
Ángel Nieto was in zijn thuisrace niet zo oppermachtig als in de rest van het seizoen. Tijdens de trainingen was Hans Müller de snelste en in de race was Nieto's teamgenoot Loris Reggiani als snelste weg bij de start. Als snel kwamen vijf coureurs bij hem: Ángel Nieto, Guy Bertin, Pier Paolo Bianchi, Iván Palazzese en Hans Müller. Deze zes zorgden voor een spannende race, met passeermanoeuvres, uitremacties en slipstreamen, waarbij soms de volle breedte van de baan werd gebruikt. Uiteindelijk kon een aantal het niet meer goed bijhouden, ook al omdat de banden het begonnen te begeven. Daar had Reggiani last van, maar ook Nieto, die desondanks wist te winnen. Bertin viel hard en schreef zijn Sanvenero volledig af. Palazzese werd tweede en Bianchi derde. Müller kreeg last van zijn voet, die door een val in Frankrijk begon te zwellen, maar wist toch nog vierde te worden.
Joegoslavië, Rijeka
In tegenstelling tot de eerder verreden 50- en 350cc-races was er wel degelijk spanning in de 125cc-klasse in Rijeka, ondanks het snelle uitvallen van Ángel Nieto en Guy Bertin. Loris Reggiani moest nu voor Minarelli de belangen waarnemen, maar kwam in een enorm gevecht met Pier Paolo Bianchi. In de slotronde kwam Reggiani zelfs een paar keer dwars te staan, maar hij won nipt, met dezelfde tijd als Bianchi. Dat kwam ook omdat Bianchi zich de wijste toonde in een chicane waar op de ideale lijn maar plaats was voor één motorfiets. Na de race moest hij dan ook door een aantal Italiaanse landgenoten gekalmeerd worden, want hij was niet blij met het rijden van Reggiani. Hans Müller werd vrij eenzaam derde.
Dutch TT, Assen
In de training van de 125cc-klasse brak Loris Reggiani zijn linker grote teen, maar door de zorg van dokter Costa en Martin Mijwaart, die zijn schakelpedaal aanpaste, kon hij toch starten. Hij maakte niet eens een slechte start, maar Pier Paolo Bianchi was als eerste weg. Na de eerste ronde ging Hans Müller aan de leiding en er vormde zich een kopgroep met Bianchi, Müller, Reggiani en diens kopman Ángel Nieto. Nieto en Reggiani probeerden samen weg te rijden, maar in eerste instantie wist Bianchi dat te voorkomen. Uiteindelijk wisten de twee Minarelli-coureurs toch een gaatje te slaan, waarbij Nieto met handgebaren aan Reggiani duidelijk maakte dat hij niet te dicht moest volgen. Bianchi vormde een duo met Müller, maar behield de derde plaats.
San Marino, Imola
Loris Reggiani had het hele seizoen teamorders gehad om Ángel Nieto voor te laten, maar in zijn thuisrace werd dat omgedraaid: Nieto moest zorgen dat Reggiani kon winnen. Na de opwarmronde moesten Jan Thiel en Martin Mijwaart snel de bougies van Reggiani's Minarelli vervangen, want de motor sloeg over. Reggiani startte als snelste, terwijl Nieto de rest van het veld probeerde af te remmen, maar dat lukte niet helemaal. Maurizio Vitali en Iván Palazzese wisten voorbij te glippen en joegen op Reggiani. Ook Pier Paolo Bianchi en Guy Bertin volgden, waardoor Nieto besloot de leiding maar over te nemen en Reggiani op sleeptouw te nemen. Na veertien ronden was de strijd gestreden. Reggiani ging op kop voor Nieto, terwijl Bertin uitviel. Bianchi was op achterstand gereden, maar reed het gat weer dicht, waardoor het op de finishlijn nog spannend werd. Uiteindelijk finishte hij 20 meter achter Nieto.
Groot-Brittannië, Silverstone
Ángel Nieto werd 125cc-wereldkampioen tijdens de 250cc-race, op het moment dat zijn stalgenoot Loris Reggiani viel en een vinger brak. Reggiani zou niet in de 125cc-race kunnen starten en daarmee was de titel beslist. In de race nam Pier Paolo Bianchi de leiding, gevolgd door August Auinger, Ángel Nieto, Hans Müller en Iván Palazzese. Palazzese nam de leiding, maar viel in de vierde ronde uit door een vastloper. Nieto werd daarna niet meer bedreigd en won de race, Jacques Bolle werd tweede en Hugo Vignetti werd derde.
Finland, Imatra
Opmerkelijk genoeg stond Ángel Nieto, de kersverse wereldkampioen 125 cc, op de 23e startplaats in Imatra door twee vastlopers. Jan Thiel en Martin Mijwaart kregen zijn Minarelli pas in de nacht voor de race goed aan het lopen. Hij zat echter al heel snel op de derde plaats, achter Hans Müller en Pier Paolo Bianchi. Müller moest echter al snel de pit in om bougies te wisselen en viel later zelfs helemaal uit. Bianchi en Nieto reden samen aan de leiding, gevolgd door Maurizio Vitali en Jacques Bolle. Bianchi had graag geprofiteerd van de afwezigheid van de geblesseerde Loris Reggiani, maar zijn machine ging steeds slechter lopen en ook hij viel uit. Nieto won voor Bolle en Vitali
Zweden, Anderstorp
Ángel Nieto was al wereldkampioen en had besloten op vakantie te gaan, maar zijn teamgenoot Loris Reggiani moest wel starten om zijn tweede plaats in het kampioenschap veilig te stellen. Pier Paolo Bianchi kon alleen door een overwinning de tweede plaats overnemen, maar dan had Reggiani aan de achtste plaats genoeg om dat te voorkomen. De race startte op een natte baan en Reggiani reed heel even aan de leiding. Voor hem had het geen zin om risico's te nemen en Ricardo Tormo kon juist heel goed uit de voeten met deze omstandigheden. Zijn teamgenoot Guy Bertin was eigenlijk de kopman van het Sanvenero-team, maar kon Tormo niet bijhouden. Reggiani werd vijfde, maar finishte achter Bianchi, zodat hij zeker was dat zijn tweede plaats in het kampioenschap behouden bleef.

### Uitslagen 125 cc
|    | Datum       | Race                    | Circuit      | 1e             | 2e                 | 3e                 | Poleposition       | Snelste ronde      |
| -- | ----------- | ----------------------- | ------------ | -------------- | ------------------ | ------------------ | ------------------ | ------------------ |
| 1  | 22 maart    | GP van Argentinië       | Buenos Aires | Ángel Nieto    | Loris Reggiani     | Jacques Bolle      | Ángel Nieto        | Loris Reggiani     |
| 2  | 26 april    | GP van Oostenrijk       | Salzburgring | Ángel Nieto    | Loris Reggiani     | Pier Paolo Bianchi | Pier Paolo Bianchi | Ángel Nieto        |
| 3  | 3 mei       | GP van Duitsland        | Hockenheim   | Ángel Nieto    | Stefan Dörflinger  | Hans Müller        | Ángel Nieto        | Ángel Nieto        |
| 4  | 10 mei      | GP des Nations          | Monza        | Guy Bertin     | Loris Reggiani     | Jacques Bolle      | Pier Paolo Bianchi | Guy Bertin         |
| 5  | 17 mei      | GP van Frankrijk        | Le Castellet | Ángel Nieto    | Guy Bertin         | Pier Paolo Bianchi | Guy Bertin         | Ángel Nieto        |
| 6  | 24 mei      | GP van Spanje           | Jarama       | Ángel Nieto    | Iván Palazzese     | Pier Paolo Bianchi | Hans Müller        | Guy Bertin         |
| 7  | 31 mei      | GP van Joegoslavië      | Rijeka       | Loris Reggiani | Pier Paolo Bianchi | Hans Müller        | Pier Paolo Bianchi | Pier Paolo Bianchi |
| 8  | 27 juni     | Dutch TT                | Assen        | Ángel Nieto    | Loris Reggiani     | Pier Paolo Bianchi | Ángel Nieto        | Pier Paolo Bianchi |
| 9  | 12 juli     | GP van San Marino       | Imola        | Loris Reggiani | Ángel Nieto        | Pier Paolo Bianchi | Loris Reggiani     | Ángel Nieto        |
| 10 | 2 augustus  | GP van Groot-Brittannië | Silverstone  | Ángel Nieto    | Jacques Bolle      | Hugo Vignetti      | Jacques Bolle      | Ángel Nieto        |
| 11 | 9 augustus  | GP van Finland          | Imatra       | Ángel Nieto    | Jacques Bolle      | Maurizio Vitali    | Pier Paolo Bianchi | Hans Müller        |
| 12 | 16 augustus | GP van Zweden           | Anderstorp   | Ricardo Tormo  | Guy Bertin         | Iván Palazzese     | Pier Paolo Bianchi | Hugo Vignetti      |

### Eindstand 125 cc
| Pos. | Coureur             | Motorfiets      | Ptn. |
| ---- | ------------------- | --------------- | ---- |
| 1    | Ángel Nieto         | Minarelli       | 140  |
| 2    | Loris Reggiani      | Minarelli       | 95   |
| 3    | Pier Paolo Bianchi  | MBA             | 84   |
| 4    | Hans Müller         | MBA             | 58   |
| 5    | Jacques Bolle       | Motobécane      | 55   |
| 6    | Guy Bertin          | Sanvenero       | 40   |
| 7    | Iván Palazzese      | MBA             | 37   |
| 8    | Ricardo Tormo       | Sanvenero       | 36   |
| 9    | Maurizio Vitali     | MBA             | 36   |
| 10   | Hugo Vignetti       | MBA             | 30   |
| 11   | Stefan Dörflinger   | Krauser-MBA/MBA | 27   |
| 12   | Jean-Claude Selini  | MBA             | 18   |
| 13   | Willy Pérez         | MBA             | 15   |
| 14   | August Auinger      | Bartol-MBA      | 14   |
| 15   | Gerhard Waibel      | MBA             | 12   |
| 16   | Johnny Wickström    | MBA             | 10   |
| 17   | Per-Edvard Carlsson | MBA             | 9    |
| 18   | Eugenio Lazzarini   | Iprem           | 8    |
| 18   | Gert Bender         | Bender Special  | 8    |

| Pos. | Coureur                      | Motorfiets | Ptn. |
| ---- | ---------------------------- | ---------- | ---- |
| 20   | Anton Straver                | MBA        | 8    |
| 21   | Thierry Noblesse             | MBA        | 7    |
| 22   | Henk van Kessel              | EGA/MBA    | 7    |
| 23   | Iván Troisi                  | MBA        | 5    |
| 23   | Michel Galbit                | MBA        | 5    |
| 25   | János Drapál                 | MBA        | 4    |
| 25   | Roberto Ruosi                | MBA        | 4    |
| 27   | Fernando González De Nicolás | MBA        | 3    |
| 28   | Barry Smith                  | MBA        | 2    |
| 28   | Hans-Jürgen Hummel           | MBA        | 2    |
| 28   | Joe Genoud                   | MBA        | 2    |
| 28   | Maurizio Musco               | MBA        | 2    |
| 28   | Yves Dupont                  | MBA        | 2    |
| 28   | Jan Bäckström                | MBA        | 2    |
| 34   | Norberto Gatti               | Minarelli  | 1    |
| 34   | Alfred Waibel                | MBA        | 1    |
| 34   | Michele Ettore               | MBA        | 1    |
| 34   | Olivier Liégeois             | MBA        | 1    |
| 34   | Erich Klein                  | MBA        | 1    |

### Constructeurstitel 125 cc
De constructeurstitel werd aan Minarelli toegekend.

## 50cc-klasse
Van Veen was het officiële fabrieksteam van Kreidler en trad aan met Stefan Dörflinger en Hagen Klein. Ricardo Tormo kwam aan de start met een oude, aftandse Bultaco uit 1978, die nog afstamde van de Jamathi-racers uit het begin van de jaren zeventig. Dörflinger won de eerste race en Tormo viel uit, maar daarna veranderde alles. Tormo begon alle races te winnen en Dörflinger wist door tweede plaatsen de leiding in het WK te behouden tot hij in de TT van Assen in de laatste ronde viel terwijl hij aan de leiding lag. Hij brak daarbij zijn pols en was ruim een maand uitgeschakeld. Daarna wist alleen Theo Timmer nog een race te winnen, toen wereldkampioen Tormo op vakantie was.
Duitsland, Hockenheim
Al tijdens de trainingen van de Duitse Grand Prix leek het erop dat het 50cc-seizoen 1981 niet erg spannend zou worden. Stefan Dörflinger trainde met zijn Van Veen-Kreidler acht seconden sneller dan zijn teamgenoot Hagen Klein. Ricardo Tormo kwam uit op de Bultaco uit 1978, die er bij aankomst al tamelijk onverzorgd uitzag. Hij kreeg een startplaats in het achterveld. Ook de race was niet spannend: opnieuw reed Dörflinger acht seconden per ronde sneller dan zijn achtervolgers Theo Timmer en Henk van Kessel. Timmer's Bultaco kreeg al in de eerste ronde een gat in de zuiger en Van Kessel's Kreidler liep vast, evenals de Van Veen-Kreidler van Hagen Klein. Tormo parkeerde na een ronde met een slecht lopende motor. Achter Dörflinger was er ook geen sprake van spanning. Met grote onderlinge afstanden reden Rolf Blatter en Hans-Jürgen Hummel op de tweede en derde plaats, tot ook Blatter uitviel en de jonge Rainer Kunz (de zoon van Rudi Kunz) derde werd.
Nations GP, Monza
Na de overtuigende prestaties van Stefan Dörflinger met zijn Van Veen-Kreidler tijdens de Duitse Grand Prix vreesde men voor een saaie titelstrijd, maar al tijdens de trainingen in Monza bleek Ricardo Tormo met zijn oude Bultaco uit 1978 goed mee te kunnen komen. Henk van Kessel had de snelste start, maar werd al snel gepasseerd door Tormo en Dörflinger, die er samen vandoor gingen. Ook Hagen Klein met de tweede Van Veen-Kreidler kwam naar voren. Van Kessel viel uiteindelijk door een lekke band. Tormo reed vrijwel de hele race aan de leiding, op korte afstand gevolgd door Dörflinger. Klein finishte bijna een minuut achter de leiders.
Spanje, Jarama
Henk van Kessel startte in de 50cc-race in Spanje als snelste, maar mocht maar één ronde aan de leiding rijden. Daarna werd hij eerst ingehaald door Yves Dupont en later door Ricardo Tormo, die de koppositie overnam en werd gevolgd door Stefan Dörflinger. Daarmee was de strijd om de podiumplaatsen gestreden, want Dörflinger kon de drie jaar oude Bultaco van Tormo niet volgen en Dupont werd op de derde plaats niet meer bedreigd. Van Kessel viel voor de tweede keer uit door een lekke band, maar ontdekte in het rennerskwartier wel de oorzaak: te weinig ruimte bij het ventiel waardoor de binnenband werd afgekneld.
Joegoslavië, Rijeka
Bij de 50cc-klasse was de spanning bij de start al grotendeels over, want Ricardo Tormo ging er meteen vandoor en won de race zonder problemen. Stefan Dörflinger werd ook onbedreigd tweede, maar had bij de finish 20 seconden achterstand op Tormo en acht seconden voorsprong op Rolf Blatter. Die laatste had wel een knap gevecht geleverd met Theo Timmer, die naast hem finishte. Samen hadden ze de veel snellere Van Veen-Kreidler van Hagen Klein op grote achterstand gereden.
Dutch TT, Assen
De 50cc-klasse startte in Assen op een opdrogende baan. Hoewel Ricardo Tormo als snelste vertrok, werd hij meteen ingehaald door Stefan Dörflinger. Henk van Kessel reed op de derde plaats, maar kon de twee niet volgen. Halverwege de race verremde Dörflinger zich, waardoor Tormo weer aan de leiding kwam met negen seconden voorsprong. Dörflinger maakte echter drie seconden per ronde goed en nam de leiding in de laatste ronde weer over. Op de achterkant van het circuit slipte zijn achterwiel echter weg en Dörflinger viel, waarbij hij zijn pols brak en zijn kansen op de wereldtitel nog slechts theoretisch werden. Van Kessel werd door de val van Dörflinger tweede en Rolf Blatter werd derde.
België, Spa-Francorchamps
Nu Stefan Dörflinger door een gebroken pols was uitgeschakeld door een val in de TT van Assen, kon niemand Ricardo Tormo meer bedreigen. Theo Timmer had in Francorchamps weliswaar de beste start, maar Tormo stelde snel orde op zaken en begon zijn voorsprong uit te bouwen. Henk van Kessel was niet zo goed gestart maar bereikte Timmer na een paar ronden, passeerde hem en werd tweede. De beide Nederlanders waren op hun beurt veel te snel voor hun achtervolgers, vooral nadat Hagen Klein met een gebroken gaskabel moest opgeven en Rainer Kunz viel.
San Marino, Imola
Henk van Kessel kreeg vanaf Imola een fabrieks-Van Veen-Kreidler. Daardoor hoopte Van Veen in elk geval de constructeurstitel nog veilig te stellen. De machine was weliswaar iets sneller dan Van Kessel's eigen Kreidler, maar had ook andere (Metzeler) banden, terwijl Van Kessel gewend was aan Michelin-banden. Van Kessel had een goede start, terwijl de Bultaco van Ricardo Tormo maar moeizaam op gang kwam. Van Kessel werd in de eerste ronden dan ook gevolgd door Theo Timmer, Giuseppe Ascareggi, Rolf Blatter, Hans-Jürgen Hummel en Hagen Klein. Binnen enkele ronden was Tormo echter bij Van Kessel, passeerde hem en bouwde een flinke voorsprong op. Van Kessel moest wel inhouden omdat zijn motor warm begon te lopen. Timmer moest intussen de aanvallen van Ascareggi afslaan, maar wist toch derde te worden. Tormo's overwinning betekende dat hij wereldkampioen was.
Tsjecho-Slowakije, Masaryk-Ring
Ricardo Tormo was al wereldkampioen in de 50cc-klasse, maar de strijd om de tweede plaats was nog open. Slechts één punt scheidde Stefan Dörflinger en Theo Timmer. In de race moest Dörflinger zijn fabrieks-Van Veen-Kreidler al na 500 meter aan de kant zetten, terwijl Timmer met overmacht won, voor Giuseppe Ascareggi en Rainer Kunz.

### Uitslagen 50 cc
|   | Datum       | Race                     | Circuit           | 1e                | 2e                 | 3e           | Poleposition      | Snelste ronde     |
| - | ----------- | ------------------------ | ----------------- | ----------------- | ------------------ | ------------ | ----------------- | ----------------- |
| 1 | 2 mei       | GP van Duitsland         | Hockenheim        | Stefan Dörflinger | Hans-Jürgen Hummel | Rainer Kunz  | Stefan Dörflinger | Stefan Dörflinger |
| 2 | 10 mei      | GP des Nations           | Monza             | Ricardo Tormo     | Stefan Dörflinger  | Hagen Klein  | Stefan Dörflinger | Ricardo Tormo     |
| 3 | 24 mei      | GP van Spanje            | Jarama            | Ricardo Tormo     | Stefan Dörflinger  | Yves Dupont  | Ricardo Tormo     | Ricardo Tormo     |
| 4 | 31 mei      | GP van Joegoslavië       | Rijeka            | Ricardo Tormo     | Stefan Dörflinger  | Rolf Blatter | Stefan Dörflinger | Ricardo Tormo     |
| 5 | 27 juni     | Dutch TT                 | Assen             | Ricardo Tormo     | Henk van Kessel    | Rolf Blatter | Stefan Dörflinger | Stefan Dörflinger |
| 6 | 5 juli      | GP van België            | Spa-Francorchamps | Ricardo Tormo     | Henk van Kessel    | Theo Timmer  | Ricardo Tormo     | Ricardo Tormo     |
| 7 | 12 juli     | GP van San Marino        | Imola             | Ricardo Tormo     | Henk van Kessel    | Theo Timmer  | Ricardo Tormo     | Ricardo Tormo     |
| 8 | 30 augustus | GP van Tsjecho-Slowakije | Masaryk-Ring      | Theo Timmer       | Giuseppe Ascareggi | Rainer Kunz  | Stefan Dörflinger | Theo Timmer       |

### Eindstand 50 cc
| Pos. | Coureur             | Motorfiets                 | Ptn. |
| ---- | ------------------- | -------------------------- | ---- |
| 1    | Ricardo Tormo       | Bultaco                    | 90   |
| 2    | Theo Timmer         | Bultaco                    | 65   |
| 3    | Stefan Dörflinger   | Van Veen-Kreidler          | 51   |
| 4    | Hans-Jürgen Hummel  | Sachs                      | 43   |
| 5    | Hagen Klein         | Van Veen-Kreidler/Kreidler | 40   |
| 6    | Rolf Blatter        | Kreidler                   | 39   |
| 7    | Henk van Kessel     | Kreidler/Van Veen-Kreidler | 36   |
| 8    | Giuseppe Ascareggi  | Minarelli                  | 28   |
| 9    | Claudio Lusuardi    | Moto Villa                 | 23   |
| 10   | George Looijesteijn | Kreidler                   | 21   |
| 11   | Rainer Kunz         | Kreidler/Van Veen-Kreidler | 20   |
| 12   | Yves Dupont         | ABF                        | 14   |

| Pos. | Coureur            | Motorfiets | Ptn. |
| ---- | ------------------ | ---------- | ---- |
| 13   | Joaquín Galí       | Bultaco    | 11   |
| 14   | Ingo Emmerich      | Kreidler   | 10   |
| 15   | Otto Machinek      | Kreidler   | 8    |
| 16   | Kasimir Rapczynski | Kreidler   | 6    |
| 17   | Pascal Kambourian  | Kreidler   | 6    |
| 18   | Gerhard Bauer      | Kreidler   | 4    |
| 19   | Günter Schirnhofer | Kreidler   | 4    |
| 20   | Jos van Dongen     | Kreidler   | 3    |
| 21   | Klaus Kull         | Kreidler   | 2    |
| 22   | Chris Baert        | Kreidler   | 2    |
| 23   | Herbert Engelhardt | Kreidler   | 1    |
| 23   | Reiner Scheidhauer | Kreidler   | 1    |

### Constructeurstitel 50 cc
De constructeurstitel werd aan Bultaco toegekend.

## Zijspanklasse
De verschillende zijspanfabrikanten deden in 1981 niet veel voor elkaar onder. De titelstrijd ging tussen de LCR van Rolf Biland/Kurt Waltisperg, de Seymaz van Alain Michel/Michael Burkhardt en de Windle van Jock Taylor/Benga Johansson. Biland had in het begin van het seizoen veel pech, maar ontdekte in Frankrijk dat de machine van Egbert Streuer sneller was. Streuer had niet veel aan zijn Yamaha veranderd, terwijl Biland dat juist wel had gedaan. Hij besloot terug te keren naar een meer standaard motor en verloor daarna geen enkele race meer.
Oostenrijk, Salzburgring
De LCR-Yamaha's waren in 1981 helemaal veranderd, nu met de motor achter de bestuurder en vlak voor het achterwiel. In de openingsrace bleek vooral de machine van Rolf Biland niet erg stabiel. Jock Taylor won met zijn Windle-Yamaha alleen in de chicane al een halve seconde. Alain Michel kon zich niet met de strijd aan de leiding bemoeien door een slechte start. Taylor/Johansson wonnen met een ruime voorsprong, Biland/Waltisperg werden tweede en Michel/Burkhardt derde.
Duitsland, Hockenheim
In de zijspanrace startte Rolf Biland als snelste, met Alain Michel en Jock Taylor op zijn hielen. Biland viel na drie ronden uit door een uitgelopen big-endlager. Michel/Burkhardt en Taylor/Johansson vochten een spannende strijd uit. In de laatste ronde nam Michel in de Sachskurve de leiding, maar Taylor probeerde die in de laatste bocht terug te pakken, waardoor de combinaties zij aan zij over de streep gingen en men moest wachten tot de finishfoto ontwikkeld was. Toen bleek dat Michel/Burkhardt een voorsprong van 0,003 seconde hadden. Opnieuw bleek dat er een enorm verschil was tussen de toprijders en de rest van het veld. Werner Schwärzel/Andreas Huber kwamen ook op het podium maar hadden 45 seconden achterstand.
Frankrijk, Le Castellet
Nadat hij een maagoperatie had ondergaan kon Egbert Streuer pas in Frankrijk aan zijn seizoen beginnen. Daar kwam nog bij dat zijn nieuwe bakkenist Bernard Schnieders ervaring miste, wat tijdens de trainingen al bleek. De LCR van Streuer was snel genoeg om het mogelijk te maken de bochten wat rustiger te nemen en op de rechte stukken snelheid te maken. Daardoor wisten ze Derek Jones/Brian Ayres met drie meter verschil te verslaan en vierde te worden. De overwinning ging naar Rolf Biland/Kurt Waltisperg, die tot de helft van de race achter Jock Taylor/Benga Johansson hadden gereden, om daarna met tien seconden verschil te winnen. Alain Michel/Michael Burkhardt werden derde.
Spanje, Jarama
De zijspanrace in Jarama werd voor een deel beslist omdat belangrijke combinaties pech kregen. Jock Taylor vocht om de koppositie met Rolf Biland, maar moest met ontstekingspech afhaken en werd negende. Op de tweede plaats liggend moest Werner Schwärzel opgeven toen hij zijn eigen achterwiel voorbij zag rollen. Nu werd de race wel erg saai, want Biland won met bijna een minuut voorsprong op Alain Michel. Egbert Streuer moest al na de eerste ronde de pit in om zijn losgelopen achterwiel vast te zetten, zette de achtervolging in maar viel uiteindelijk uit door een uitgelopen big-end lager dat meteen de krukas, een zuiger, een cilinder en een cilinderkop vernielde. Jock Taylor verloor zijn leidende positie in het wereldkampioenschap aan Alain Michel.
Dutch TT, Assen
Jock Taylor/Benga Johansson hadden in Assen eigenlijk een normale start, maar twee andere combinaties op de eerste startrij, Rolf Biland/Kurt Waltisperg en Alain Michel/Michael Burkhardt, kwamen nauwelijks weg en blokkeerden daarmee ook de rest van het veld. Biland verloor drie plaatsen, Michel viel terug in het middenveld en Egbert Streuer was de eerste die eromheen stuurde en op de tweede plaats lag. Biland nam de tweede plaats al snel over terwijl Werner Schwärzel's combinatie bij het uitkomen van de Strubben niet meer wilde sturen en rechtdoor ging, waarbij een toeschouwer onder de combinatie terechtkwam. Er ontstond een gevecht tussen Taylor en Biland, terwijl er een gat werd geslagen met Streuer. Michel was toen nog bezig aan een inhaalrace. Bij het ingaan van de vijfde ronde maakte Biland een pitstop om een losse bougiekap vast te zetten, maar intussen was Michel al voorbijgegaan aan Streuer. Michel kon zelfs de aanval inzetten op Taylor en de race met een ruime voorsprong winnen. Streuer maakte een benauwd moment mee in de Ruskenhoek, toen zijn achterwiel naast het asfalt kwam. De combinatie stond dwars en Egbert Streuer werd afgeworpen, maar bleef met een voet aan zijn zijspancombinatie hangen. Toen die door een sloot stuiterde kwam de voet los, maar de LCR rolde in vrijstand door met Bernard Schnieders nog steeds aan boord. Uiteindelijk liet ook die zich uit het zijspan glijden en de combinatie stak de baan nog een keer over om in een sloot tot stilstand te komen. Rolf Biland, die een eenzame race op de vierde plaats had gereden, werd op die manier toch nog derde.
België, Spa-Francorchamps
Jock Taylor reed na de start in België heel even aan de leiding, maar werd al snel ingehaald door Rolf Biland en Alain Michel. Michel nam de leiding over en begon weg te lopen van Biland. Egbert Streuer reed op de vierde plaats, met zijn oud-bakkenist Johan van der Kaap weer in het zijspan, nu Bernard Schnieders in Assen geblesseerd was geraakt. Zowel Michel als Streuer kregen problemen met hun powervalve, waardoor ze terugvielen: Michel naar de derde plaats en Streuer naar de achtste plaats.
Groot-Brittannië, Silverstone
In Silverstone waren Rolf Biland/Kurt Waltisperg oppermachtig, ook al omdat Jock Taylor/Benga Johansson al in de eerste ronde door een gebroken drijfstang stopten. Vanaf dat moment vochten Derek Jones/Brian Ayres en Alain Michel/Michael Burkhardt om de tweede plaats, een strijd die in het voordeel van Jones beslist werd. Egbert Streuer had gehoopt weer met Bernard Schnieders te kunnen starten, die hersteld was van de blessure die hij in de TT van Assen had opgelopen. Daardoor had Streuer in de Belgische Grand Prix een beroep moeten doen op Johan van der Kaap. Nu had Schnieders echter last van een griepaanval. Tijdens de trainingen werd Streuer uit de brand geholpen door Brian Ayres, maar in de race kon dat natuurlijk niet. Gelukkig was Kenny Williams op vakantie in Silverstone. Die stapte in het zijspan van Streuer en samen werden ze vijfde.
Finland, Imatra
Er mochten slechts vijftien zijspancombinaties starten in Finland, waarvan er uiteindelijk negen de finish haalden. Rolf Biland en Kurt Waltisperg waren in de training 3,8 seconden sneller dan de concurrentie en dat zou in de race ook blijken, want ze wonnen met gemak. Jock Taylor/Benga Johansson werden tweede en Werner Schwärzel/Andreas Huber werden derde. Zij waren ook de laatsten die in dezelfde ronde als de winnaars eindigden. Egbert Streuer moest weer met Johan van der Kaap rijden omdat de geblesseerde schouder van Bernard Schnieders weer opspeelde. Hij had uitzicht op de derde plaats toen de motor warm werd. In de pit werd niets gevonden, maar even later liep de motor vast. Streuer liep 5.000 gulden prijzengeld mis en had ongeveer 8.000 gulden motorschade door een kapotte slangenklem van twee kwartjes, waardoor de koelvloeistof was weggestroomd.
Zweden, Anderstorp
Met vijftien punten voorsprong in het klassement hoefde Rolf Biland slechts vóór Alain Michel en Jock Taylor te blijven om zich wereldkampioen te mogen noemen. Taylor was weliswaar als snelste weg, maar werd meteen ingehaald door zowel Biland als Michel. Veel spanning was er daarna niet meer, want ook de achtervolgende combinaties reden met grote onderlinge verschillen. Egbert Streuer lag met invaller Raimo Leppänen op de zevende plaats toen een powervalve stuk ging. Dat was voorzien: hij had een extra kabeltje gemaakt om de powervalve open te houden als dat zou gebeuren. Dat kabeltje brak echter ook. Na een reparatie in de pit werden Streuer/Leppänen toch nog negende.
Tsjecho-Slowakije, Masaryk-Ring
Toen de zijspanklasse van start ging hadden de toeschouwers nog geen enkele spannende race gezien, maar tegen de verwachting in bood Alain Michel tot in de laatste bocht weerstand aan Rolf Biland. In de laatste bocht botsten hun combinaties zelfs tegen elkaar en toen Biland als eerste de streep passeerde was het verschil nog geen vijf meter. Een halve minuut later kwam Derek Jones pas over de finish, nadat hij zijn derde positie zwaar had bevochten met Werner Schwärzel.

### Uitslagen zijspanklasse
|    | Datum       | Race                     | Circuit           | 1e                               | 2e                               | 3e                               | Poleposition                     | Snelste ronde                    |
| -- | ----------- | ------------------------ | ----------------- | -------------------------------- | -------------------------------- | -------------------------------- | -------------------------------- | -------------------------------- |
| 1  | 26 april    | GP van Oostenrijk        | Salzburgring      | Jock Taylor / Benga Johansson    | Rolf Biland / Kurt Waltisperg    | Alain Michel / Michael Burkhardt | Alain Michel / Michael Burkhardt | Alain Michel / Michael Burkhardt |
| 2  | 3 mei       | GP van Duitsland         | Hockenheim        | Alain Michel / Michael Burkhardt | Jock Taylor / Benga Johansson    | Werner Schwärzel / Andreas Huber | Rolf Biland / Kurt Waltisperg    | Jock Taylor / Benga Johansson    |
| 3  | 17 mei      | GP van Frankrijk         | Le Castellet      | Rolf Biland / Kurt Waltisperg    | Jock Taylor / Benga Johansson    | Alain Michel / Michael Burkhardt | Rolf Biland / Kurt Waltisperg    | Rolf Biland / Kurt Waltisperg    |
| 4  | 24 mei      | GP van Spanje            | Jarama            | Rolf Biland / Kurt Waltisperg    | Alain Michel / Michael Burkhardt | Masato Kumano / Kunio Takeshima  | Rolf Biland / Kurt Waltisperg    | Rolf Biland / Kurt Waltisperg    |
| 5  | 27 juni     | Dutch TT                 | Assen             | Alain Michel / Michael Burkhardt | Jock Taylor / Benga Johansson    | Rolf Biland / Kurt Waltisperg    | Jock Taylor / Benga Johansson    | Alain Michel / Michael Burkhardt |
| 6  | 5 juli      | GP van België            | Spa-Francorchamps | Rolf Biland / Kurt Waltisperg    | Jock Taylor / Benga Johansson    | Alain Michel / Michael Burkhardt | Rolf Biland / Kurt Waltisperg    | Alain Michel / Michael Burkhardt |
| 7  | 2 augustus  | GP van Groot-Brittannië  | Silverstone       | Rolf Biland / Kurt Waltisperg    | Derek Jones / Brian Ayres        | Alain Michel / Michael Burkhardt | Rolf Biland / Kurt Waltisperg    | Rolf Biland / Kurt Waltisperg    |
| 8  | 9 augustus  | GP van Finland           | Imatra            | Rolf Biland / Kurt Waltisperg    | Jock Taylor / Benga Johansson    | Werner Schwärzel / Andreas Huber | Rolf Biland / Kurt Waltisperg    | Werner Schwärzel / Andreas Huber |
| 9  | 16 augustus | GP van Zweden            | Anderstorp        | Rolf Biland / Kurt Waltisperg    | Alain Michel / Michael Burkhardt | Jock Taylor / Benga Johansson    | Rolf Biland / Kurt Waltisperg    | Rolf Biland / Kurt Waltisperg    |
| 10 | 30 augustus | GP van Tsjecho-Slowakije | Masaryk-Ring      | Rolf Biland / Kurt Waltisperg    | Alain Michel / Michael Burkhardt | Derek Jones / Brian Ayres        | Rolf Biland / Kurt Waltisperg    | Rolf Biland / Kurt Waltisperg    |

### Eindstand zijspanklasse
| Pos. | Coureur            | Bakkenist                                                                                   | Motorfiets            | Ptn. |
| ---- | ------------------ | ------------------------------------------------------------------------------------------- | --------------------- | ---- |
| 1    | Rolf Biland        | Kurt Waltisperg                                                                             | Krauser-LCR-Yamaha    | 127  |
| 2    | Alain Michel       | Michael Burkhardt                                                                           | Seymaz-Yamaha         | 106  |
| 3    | Jock Taylor        | Benga Johansson                                                                             | Fowler-Windle-Yamaha  | 87   |
| 4    | Derek Jones        | Brian Ayres                                                                                 | Ireson-Yamaha         | 53   |
| 5    | Werner Schwärzel   | Andreas Huber                                                                               | Krauser-Seymaz-Yamaha | 51   |
| 6    | Masato Kumano      | Kunio Takeshima                                                                             | LCR-Yamaha            | 40   |
| 7    | Michel Vanneste    | Serge Vanneste                                                                              | Seymaz-Yamaha         | 26   |
| 8    | Egbert Streuer     | Bernard Schnieders, Johan van der Kaap, Kenneth Williams, Raimo Leppänen en Charles Vroegop | LCR-Yamaha            | 24   |
| 9    | Mick Boddice       | Chas Birks                                                                                  | Yamaha                | 20   |
| 10   | Trevor Ireson      | Clive Pollington                                                                            | Ireson-Yamaha         | 18   |
| 11   | Jesco Höckert      | Thomas Riedel                                                                               | Busch-Yamaha          | 18   |
| 12   | Albert Giesemann   | Wolfgang Gäbke en Karl Paul                                                                 | LCR-Yamaha            | 12   |
| 13   | Peter Campbell     | Dick Goodwin                                                                                | Yamaha                | 10   |
| 14   | Wolfgang Stropek   | Karl Altrichter en Hans-Peter Demling                                                       | SIWA-Yamaha           | 10   |
| 15   | Walter Ohrmann     | Heinz Radomski                                                                              | Yamaha                | 8    |
| 16   | Patrick Thomas     | Jean-Marc Fresc en Harry Hoffmann                                                           | Seymaz-Yamaha         | 8    |
| 17   | Rolf Steinhausen   | Georg Willmann                                                                              | RSR-Yamaha            | 7    |
| 18   | Göte Brodin        | Billy Gällros                                                                               | Yamaha                | 6    |
| 19   | Siegfried Schauzu  | Wilfried Dietz                                                                              | Yamaha                | 6    |
| 20   | Derek Bailey       | Bob Bryson                                                                                  | Yamaha                | 5    |
| 21   | Gérald Corbaz      | Yvan Hunziker                                                                               | Yamaha                | 5    |
| 22   | Walter Talmon-Groß | Ernst Dürrich                                                                               | Yamaha                | 2    |
| 22   | Piet Huybers       | Karl-Heinz Bucholz                                                                          | Yamaha                | 2    |
| 22   | Dick Greasley      | Stuart Atkinson                                                                             | Yamaha                | 2    |
| 25   | Jo van der Ven     | Tonny Troeyen                                                                               | Yamaha                | 2    |
| 26   | Egon Schons        | Wolfgang Kalauch                                                                            | Yamaha                | 1    |
| 26   | John Barker        | John Brushwood                                                                              | Yamaha                | 1    |
| 26   | Bruce Ford-Dunn    | Alistair Pirie                                                                              | Yamaha                | 1    |

### Constructeurstitel zijspanklasse
De constructeurstitel werd aan Yamaha toegekend.